# Modèles Brendel

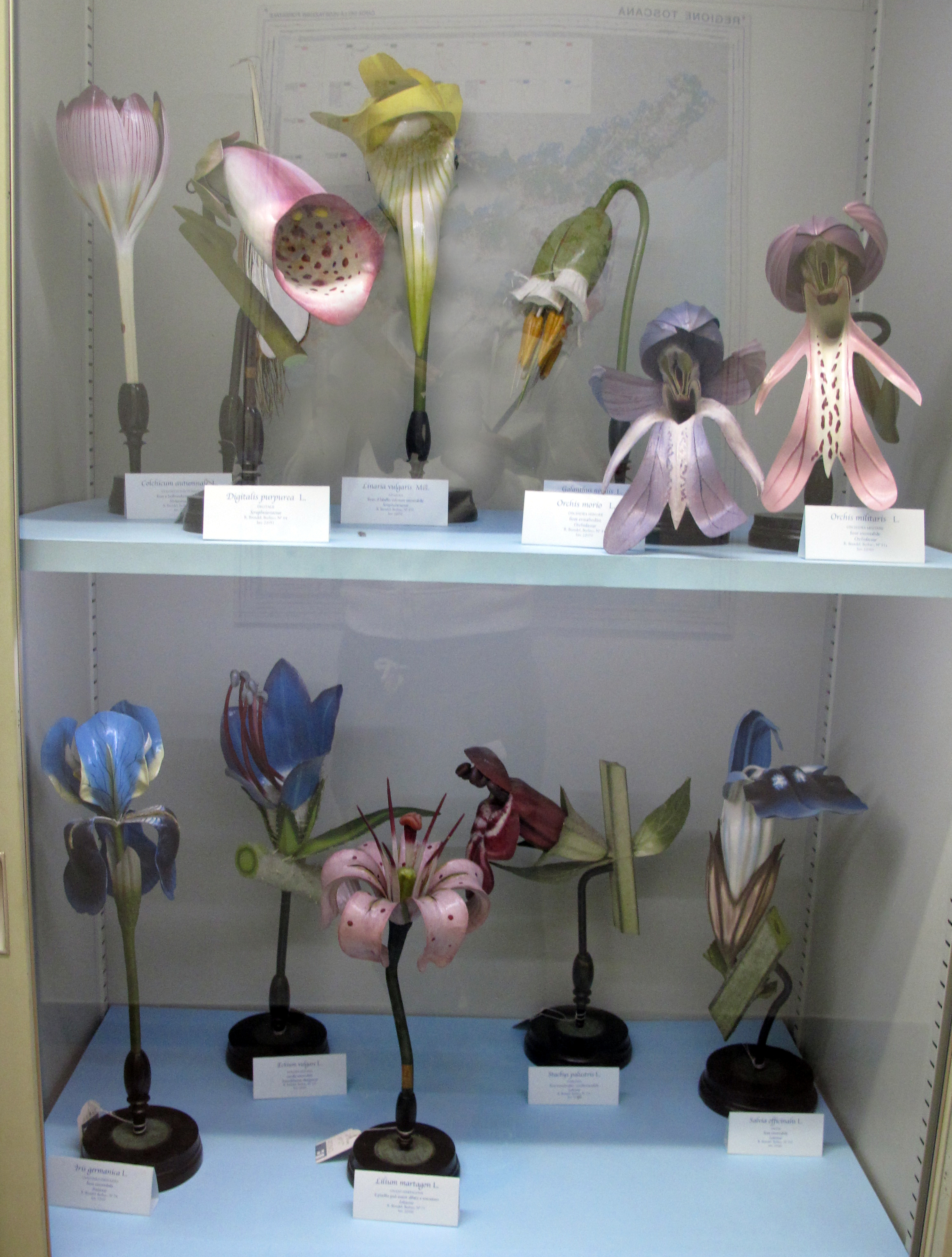
Modèles de fleurs Brendel au Musée de botanique de Florence.

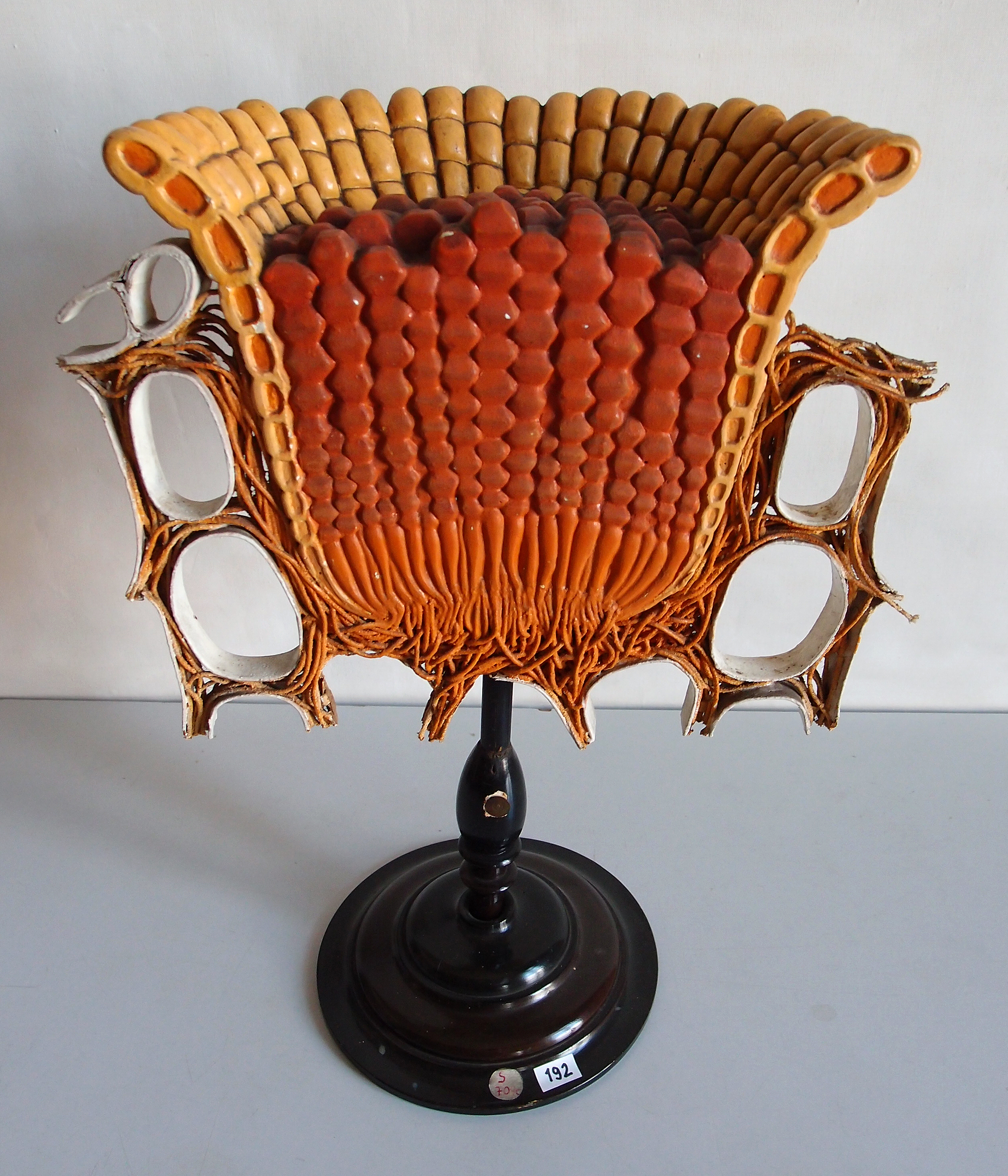
Modèle mycologique Brendel, présentant un champignon parasite de végétaux agent de la rouille, Aecidium berberidis, et plus particulièrement une écidie.

Les modèles Brendel sont des maquettes ou modèles tridimensionnels destinés à l'enseignement de la botanique et de la mycologie, présentant de manière très agrandie des fleurs ou d'autres organes de plantes et d'algues, jugées représentatives des grands groupes de végétaux, ainsi que des champignons microscopiques et des bactéries.
Ces modèles pédagogiques innovants ont été produits industriellement en Allemagne à partir de 1866 jusqu'au début du XXe siècle par Robert Brendel, puis par son fils Reinhold Brendel. Réalisés dans différents matériaux, principalement papier mâché et bois, ils sont souvent en partie démontables. La firme Brendel particulièrement connue pour ses modèles botaniques a également commercialisé des planches didactiques de biologie florale et des modèles d'anatomie humaine, d'anthropologie, de zoologie et de minéralogie.
Des collections de modèles botaniques Brendel sont conservées dans de nombreuses universités et autres musées ou établissements d'enseignement en Europe, en Amérique et en Australie. Délaissés par l'enseignement, ces modèles connaissent depuis la fin du XXe siècle un regain d'intérêt, notamment en raison de leurs qualités artistiques, et sont l'objet de divers programmes de restauration et d'expositions.

## Histoire

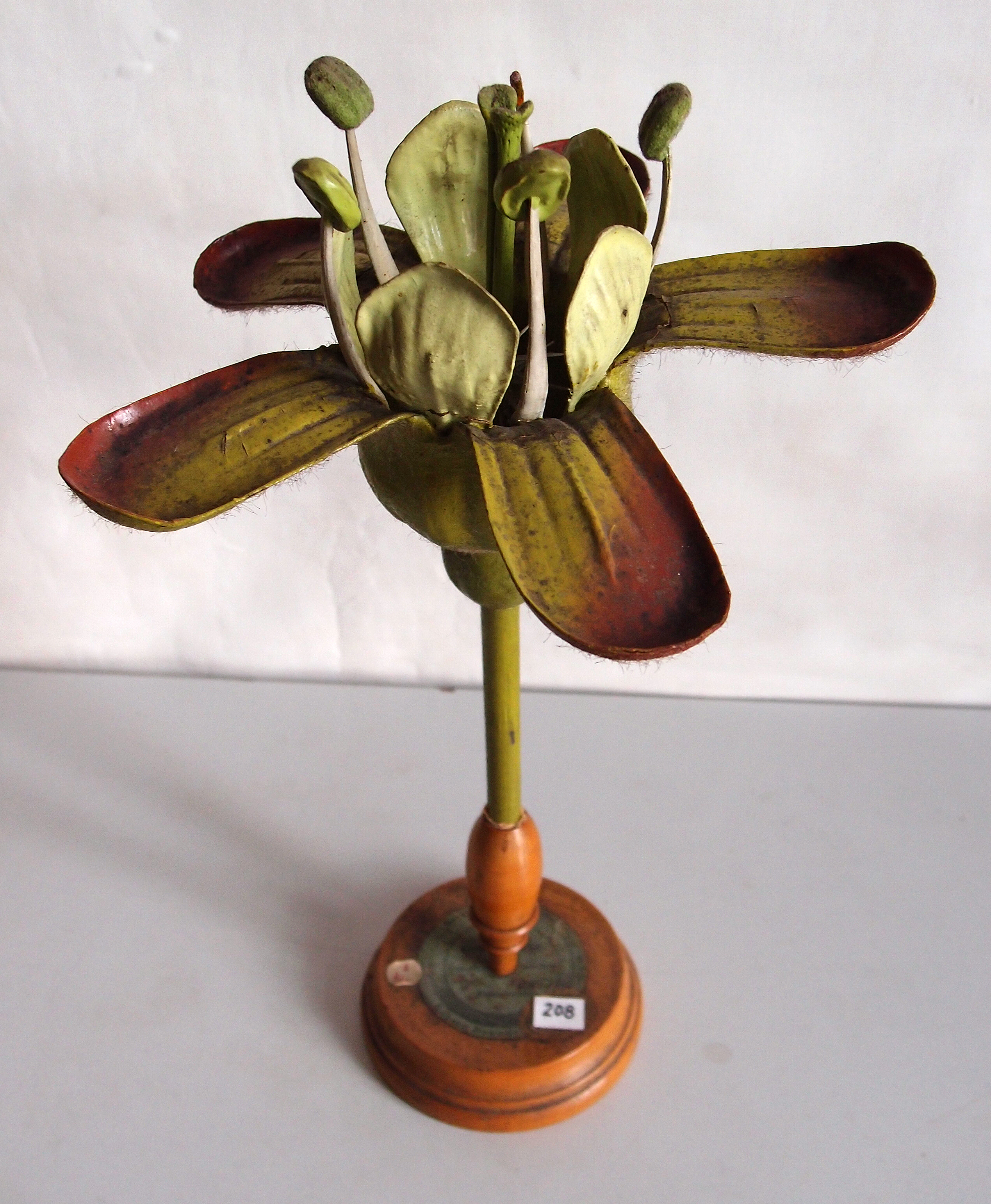
Modèle Brendel no 32 : Ribes grossularia (fleur).

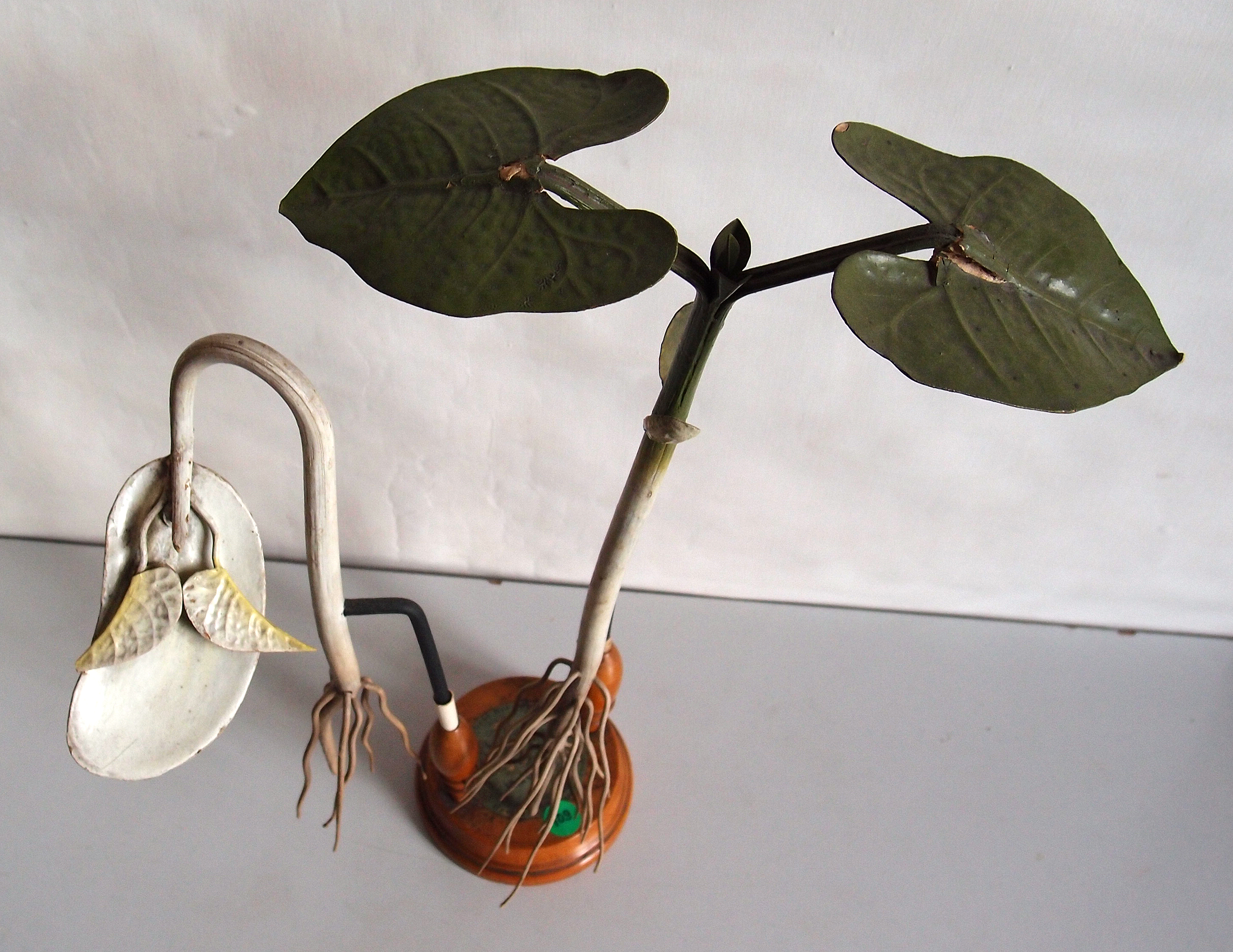
Modèle Brendel no 24 : Phaseolus vulgaris (germination).

Au début des années 1860, Ferdinand Cohn, professeur de botanique et directeur de l'institut de botanique de l'université de Breslau, demande à son ami le pharmacien Carl Leopold Lohmeyer de réaliser, sur base de ses observations et selon ses instructions, des modèles botaniques destinés à illustrer ses cours. Lohmeyer fabrique quelque 300 modèles qui sont présentés par Cohn en 1865 à l'exposition internationale d'horticulture organisée au Paleis voor Volksvlijt d'Amsterdam. L'année suivante, pour satisfaire la demande de nombreuses écoles qui souhaitent se procurer de tels modèles pour leur enseignement, Cohn charge Robert Brendel de produire des modèles similaires à des prix modérés. Ce dernier installe sa fabrique au no 15 de la Riemerzeile à Breslau, à l'époque en Prusse.
Les modèles fabriqués par Brendel, en papier mâché, selon le même principe que les modèles d'« anatomie clastique » du docteur Auzoux, sont des copies de ceux réalisés par Lohmeyer, ou s'en inspirent,,. Cohn lui-même les trouve plus réalistes et plus élégants que ceux de Lohmeyer et Schlechtendal en fait l'éloge. La première série, commercialisée dès 1866, comprend 28 modèles de fleurs et deux modèles de germination (une Monocotylédone et une Dicotylédone), vendus au prix de 20 Thaler ou 75 francs pour la série complète, et 3,75 francs à la pièce. En 1869, Brendel présente à l'exposition internationale d'horticulture de Hambourg 45 modèles de fleurs ainsi que des modèles de dix plantes agricoles, cinq plantes fruitières et cinq plantes forestières.
En 1875, Robert Brendel déménage son entreprise à Berlin, au Kurfürstendamm. Son fils Reinhold (né à Breslau en 1861), qui travaille avec lui, arrive à Berlin en 1896 puis, à la mort de son père deux ans plus tard, il installe l'entreprise R. Brendel Verlaganstalt für Lehrmittel à Grunewald. Les modèles sont vendus dans toute l'Europe et aux États-Unis grâce à un réseau de distributeurs, parmi lesquels Franz Hugershoff à Leipzig – dont le catalogue de 1911 propose 200 modèles Brendel –, Lenoir & Forster à Vienne, Paravia (it) à Turin, Giorgio Santarelli et Alberto Dall’Eco à Florence, Václav Frič (en) à Prague, et, aux États-Unis, James W. Queen and Company de Philadelphie. C'est ainsi qu'en 1872, l'université Cornell aux États-Unis possède déjà des modèles Brendel et envisage d'agrandir sa collection. En 1900, le Rhode Island College of Agriculture and Mechanic Arts a acquis 30 modèles pour les travaux pratiques des étudiants.
Reinhold Brendel élargit la gamme des modèles proposés : il ajoute des modèles d'anatomie humaine pour l'enseignement de la médecine et des modèles anthropologiques lui sont également attribués. Il vend les modèles de sa production mais aussi des modèles fabriqués par Paul Osterloh à Leipzig, ainsi que des planches de biologie florale. L'entreprise est transférée à Neumarkt en Silésie vers 1922 et Reinhold Brendel poursuit son activité jusqu'à sa mort en 1927 à Liegnitz,, où l'entreprise est déplacée en 1930. La fermeture de l'usine semble coïncider avec l'adoption des lois raciales sous le Troisième Reich, la famille Brendel étant probablement d'origine juive,.
À la suite de contacts personnels entre Reihnold Brendel Jr., fils de Reinhold Brendel et le Dr Leimbach, directeur de la société Phywe (de) installée à Göttingen, cette dernière reprend une partie de la production et continue à fabriquer des modèles, vendus sous la dénomination « modèles Brendel », au moins jusqu'au milieu des années 1950 ou 1960, voire jusque dans les années 1980.
Les Brendel sont primés à de nombreuses reprises entre 1867 et 1927, en Europe comme aux États-Unis et en Amérique du Sud. Les distinctions suivantes leur sont attribuées, notamment lors d'expositions universelles ou internationales :
- Ehrenvolle Anerkennungen (diplôme de reconnaissance d'honneur) : Paris 1867, Amsterdam 1876, Copenhague 1888, Berlin 1896, Liegnitz 1927 ;
- Médaille de bronze : Vienne 1873, Oporto 1877, Wiborg 1887, Vienne 1890, Königsberg 1894 ;
- Médaille d'argent : Altona, Breslau, Hambourg et Saint-Pétersbourg 1869, Florence 1874, Sundsvall 1882, Bautzen 1887, Berlin 1890 ;
- Médaille d'or : Moscou et Dison 1872, Cologne 1890, Chicago 1893[30], Paris 1900, Mannheim 1907, Bruxelles 1910 ;
- Grand prix : Santiago de Chile 1902, Saint-Louis 1904, Buenos Aires 1910 ;
- Médaille d'État prussienne de bronze : Berlin 1896 ;
- Médaille d'État prussienne d'argent : Potsdam 1901.

Les modèles Brendel présents dans quelques institutions belges et françaises sont parfois dits avoir été cédés par l'Allemagne en compensation des dommages de guerre,,, mais aucune source ne confirme cette assertion.

## Description

### Modèles botaniques
Alors que les modèles fabriqués par Lohmeyer sont principalement à base de gutta-percha, les modèles Brendel, comme les modèles Auzoux, sont fabriqués essentiellement à base de papier mâché, un matériau bon marché, aisément disponible, dur, résistant et léger, composé de cellulose ou de poussière de bois, avec un liant et d'autres adjuvants, tels que de la poudre de liège ou de la craie. Ils sont pourvus d'une armature métallique, des éléments en bois, plâtre, gélatine, rotin, soie, chanvre, coton, verre, laine, crin de cheval, plumes… peuvent s'ajouter ; toutefois quelques modèles sont entièrement composés de résine végétale ou de gélatine,. L'armature métallique ou les perles de verre sont nettement visibles en radiographie. La gélatine est utilisée pour créer des pièces translucides en volume. Les modèles sont peints à la main et vernis,.
Des analyses préalables à une restauration des modèles à Buenos Aires ont montré que le papier mâché était obtenu à partir d'une pâte de bois et formé de couches successives collées les unes aux autres ; les tiges sont en bois reconstitué par un amalgame de fibres. Une première couche d'apprêt (carbonate de calcium) est posée sur le papier mâché, une couche de peinture blanche à l'huile (peinture à base de zinc) est alors appliquée avant la mise en couleur (peinture au zinc et au plomb) qui est suivie du vernissage.

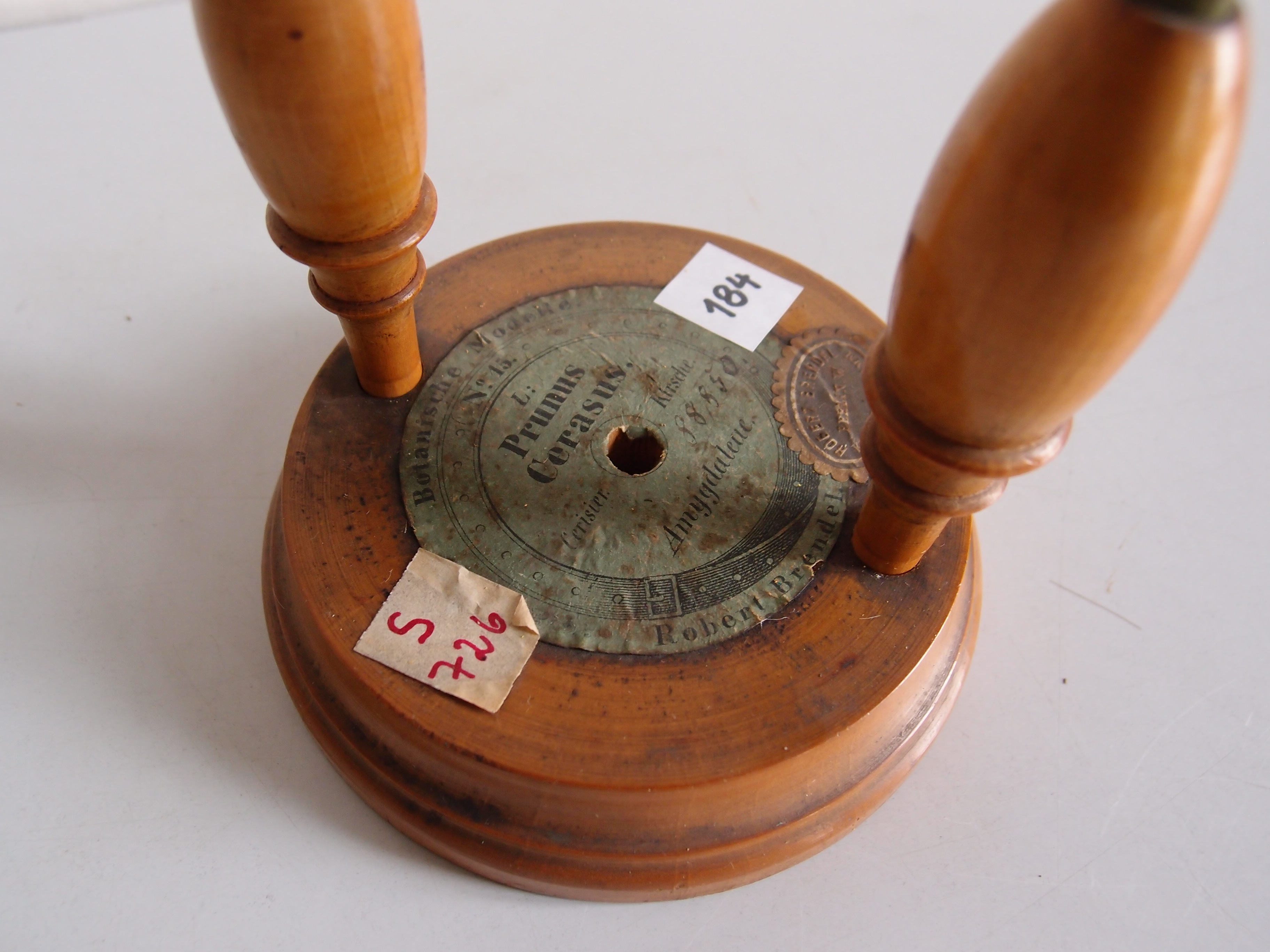
Socle en bois verni non peint.

Chaque modèle est présenté sur un socle rond en bois, d'environ 15 cm de diamètre et 3 cm d'épaisseur. Sur le socle est collée l'étiquette gris-vert du fabricant qui porte le numéro du catalogue, le nom scientifique de l'organisme représenté et sa famille, son nom vernaculaire en anglais, allemand, italien et français, l'organe représenté et son grandissement,. La couleur du socle, en bois naturel clair verni pour les modèles les plus anciens, ou peint en noir pour les modèles datant du début du XXe siècle,, et l'étiquette permettent d'identifier les différentes séries de modèles et de les dater. Certains exemplaires sont également pourvus d'une plaque en métal argenté en haut-relief, qui porte l'adresse de l'entreprise. Habituellement, le modèle est porté par une tige cylindrique en rotin, fichée dans une toupie creuse fixée au socle,. Un socle peut supporter des éléments portés par différentes tiges, mais une même plante peut aussi être représentée par plusieurs éléments sur des socles distincts.

Exemples de différentes séries et présentations de modèles Brendel
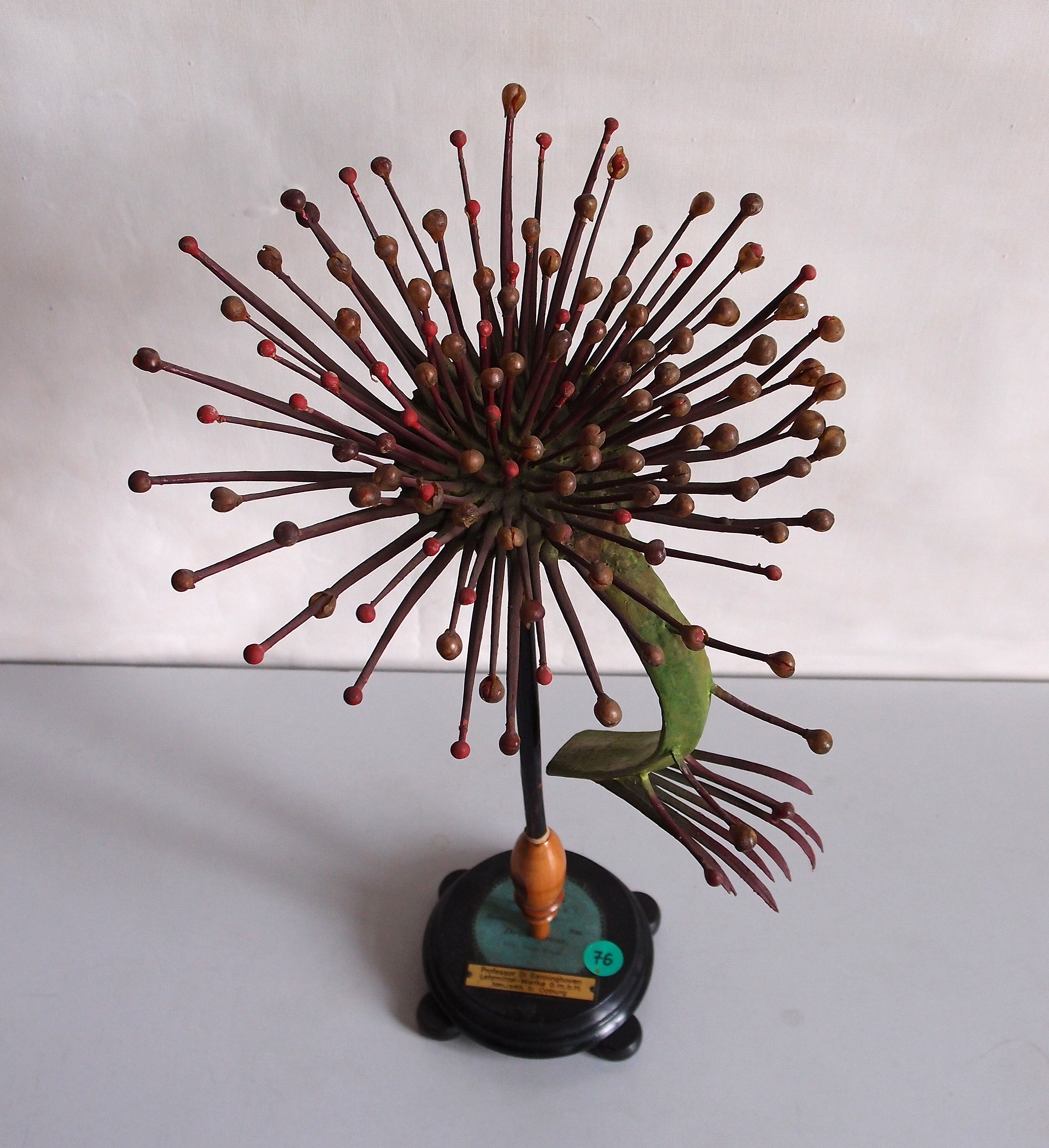
no 130 : Drosera
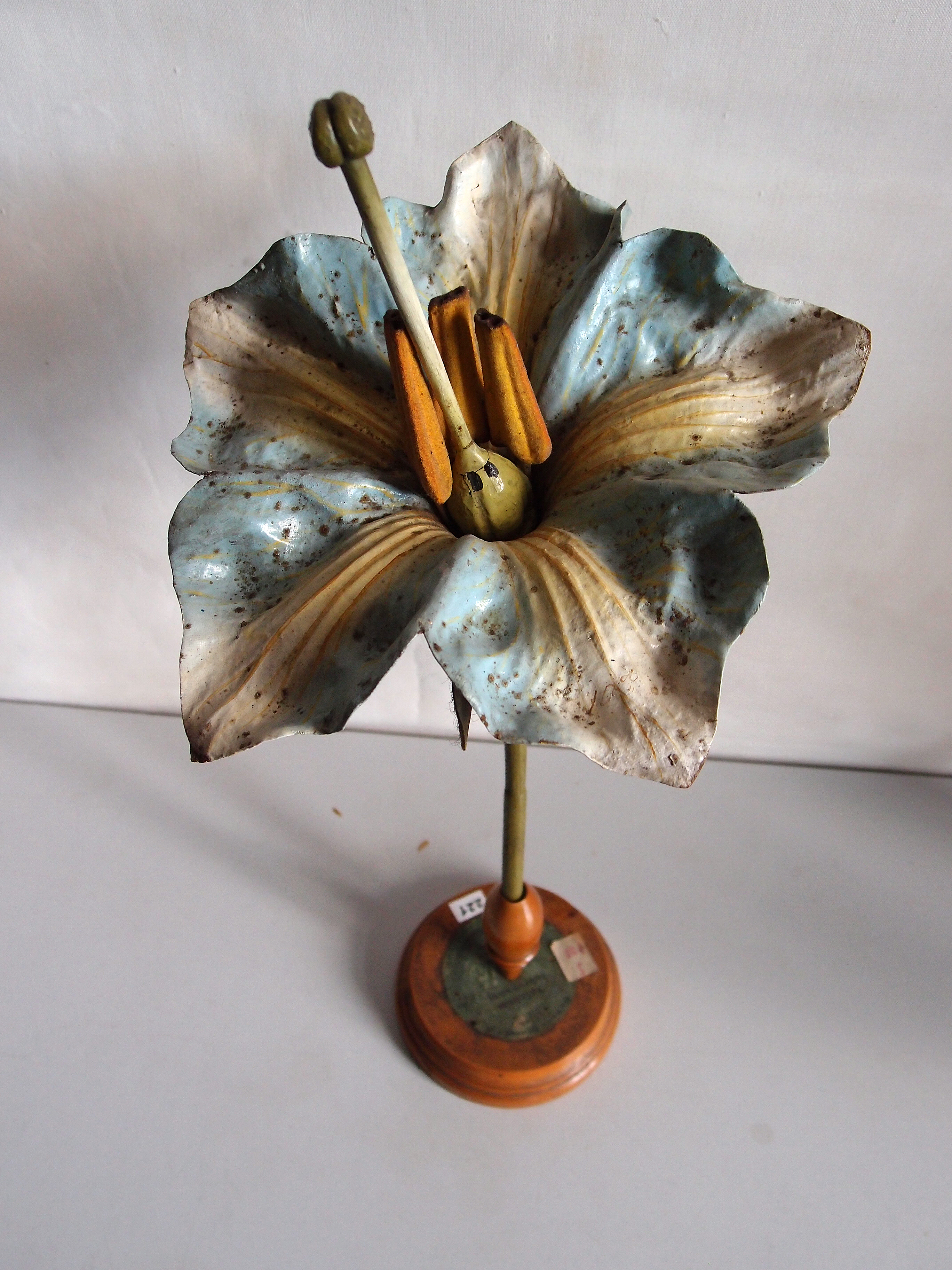
no 26 : Solanum tuberosum
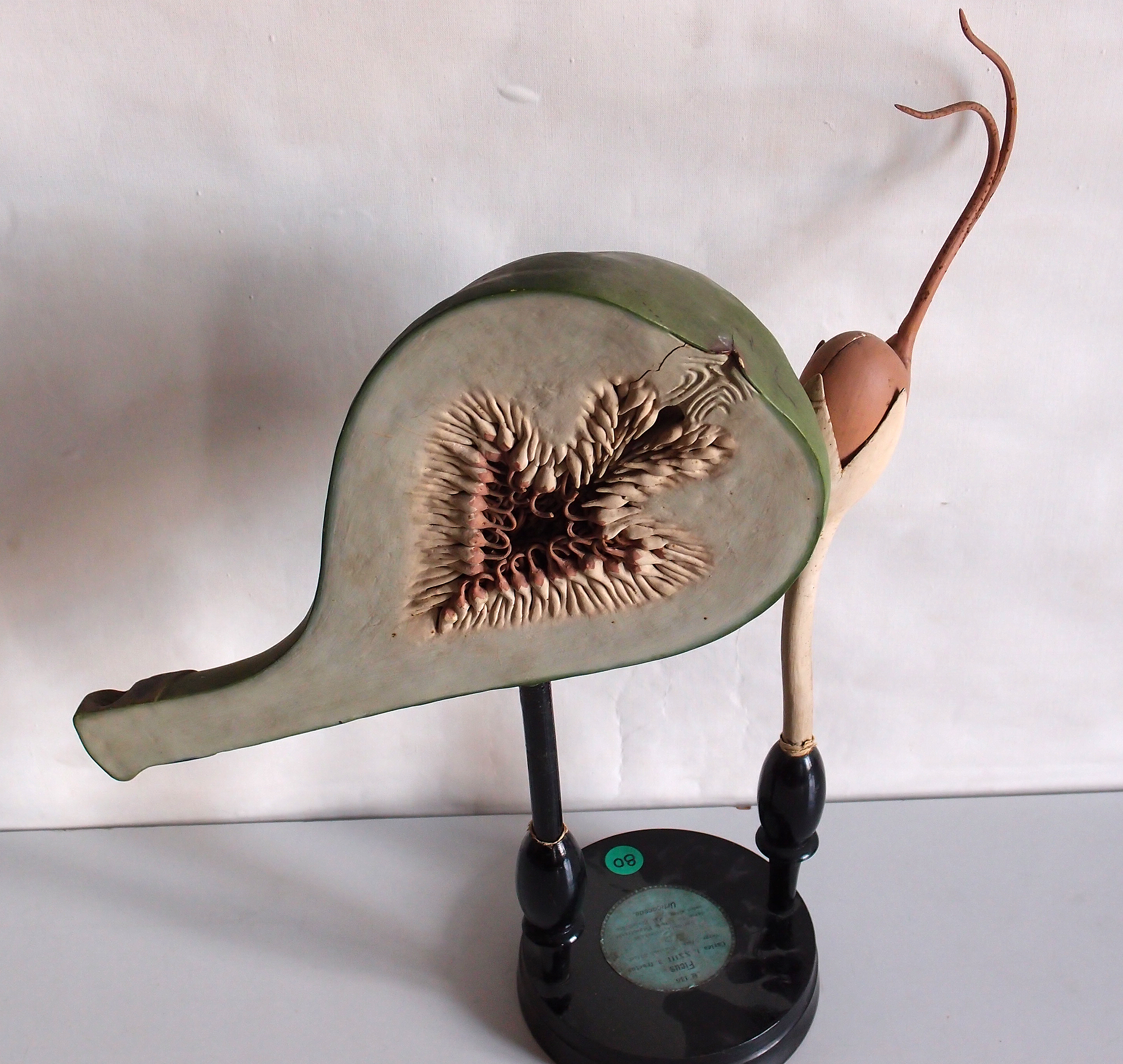
no 136 : Ficus carica
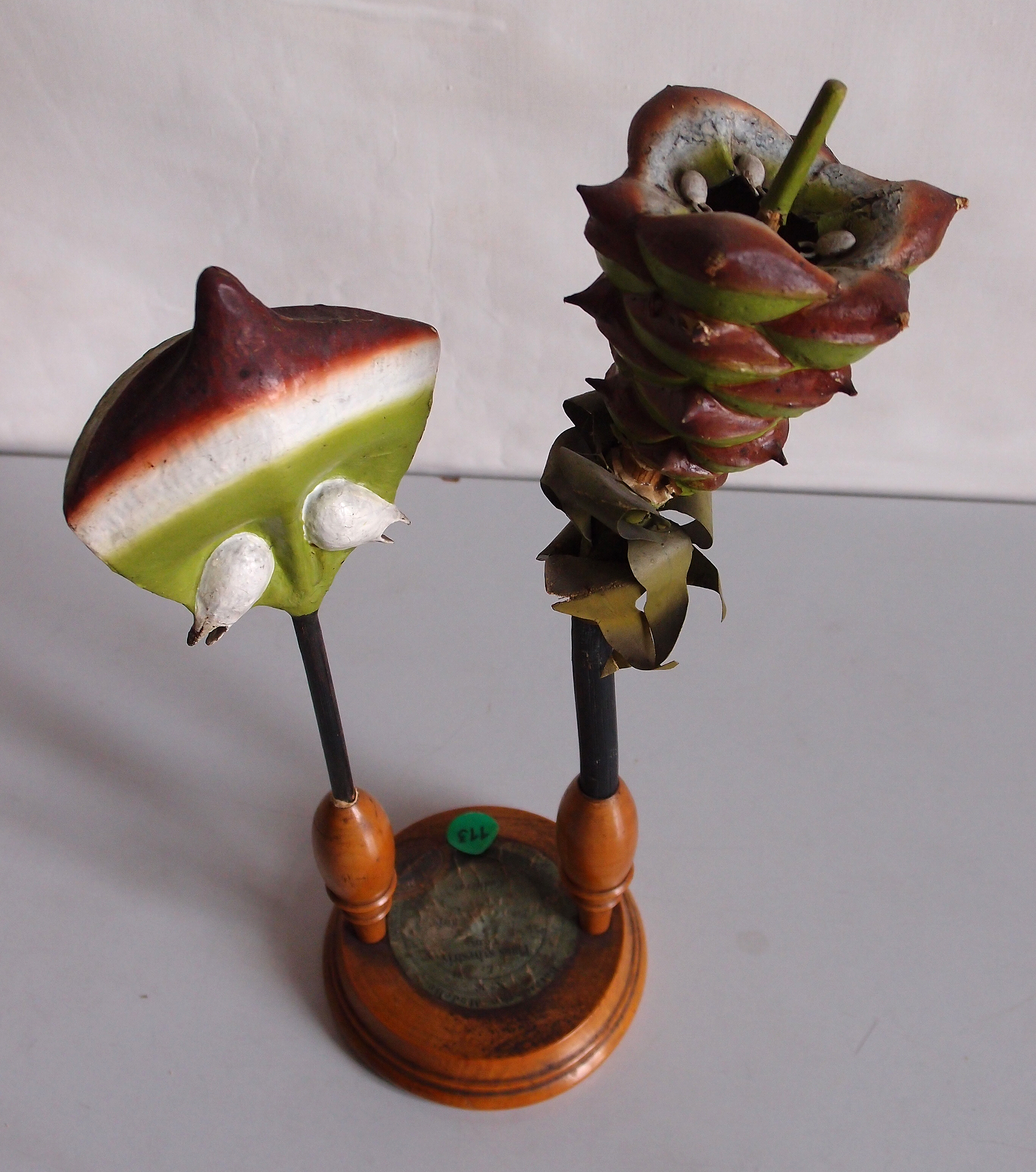
no 16 : Pinus sylvestris
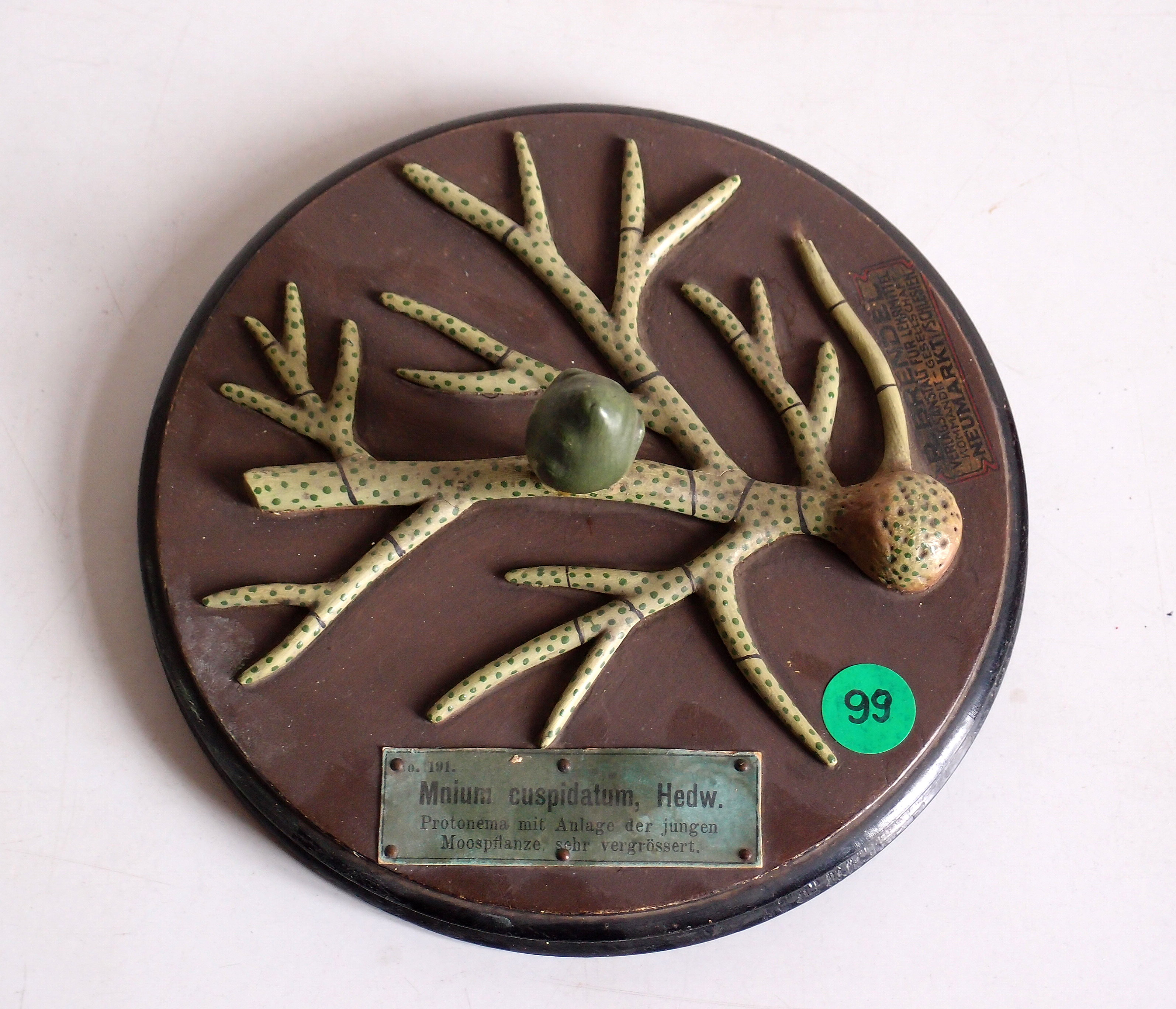
no 191 : Mnium cuspidatum (en)

Si la plupart des modèles botaniques Brendel sont des modèles de fleurs, des modèles de fruits, de fougères, de mousses, de champignons, de germination, de coupes histologiques, de phyllotaxie et d’inflorescence sont également proposés dans les catalogues. Les fleurs sont reproduites à un grossissement compris entre huit fois, comme la fleur de Bugrane, et vingt fois la dimension réelle des éléments naturels, voire trente à quarante fois pour les plus petits détails. Les modèles de fleurs ont une hauteur moyenne de 50 cm, certains comme le Narcisse dépassant 60 cm de haut. Certains modèles peuvent être démontés et réassemblés par les étudiants lors de chaque séance de démonstration.

Quelques modèles botaniques Brendel
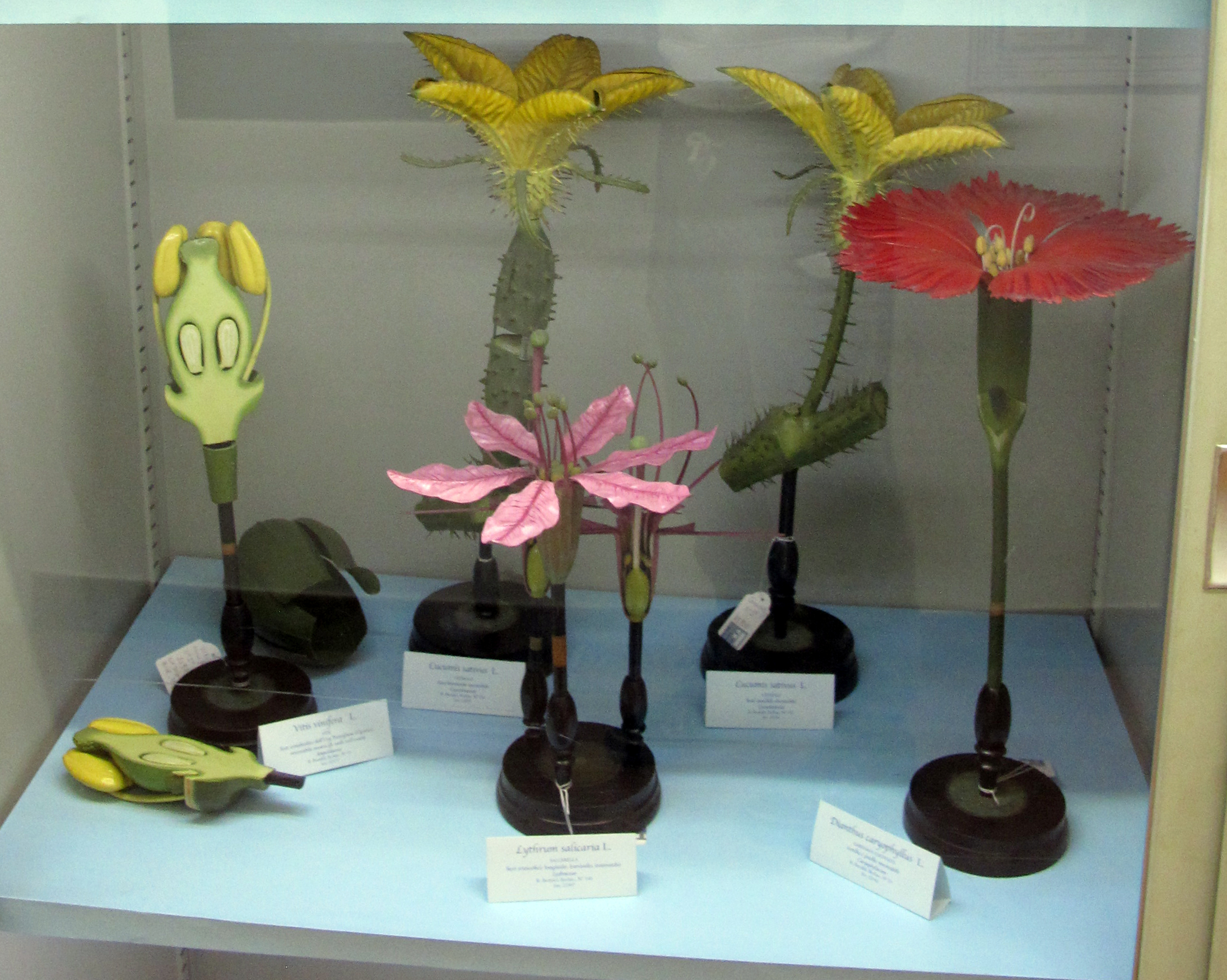
Différents modèles de fleurs.
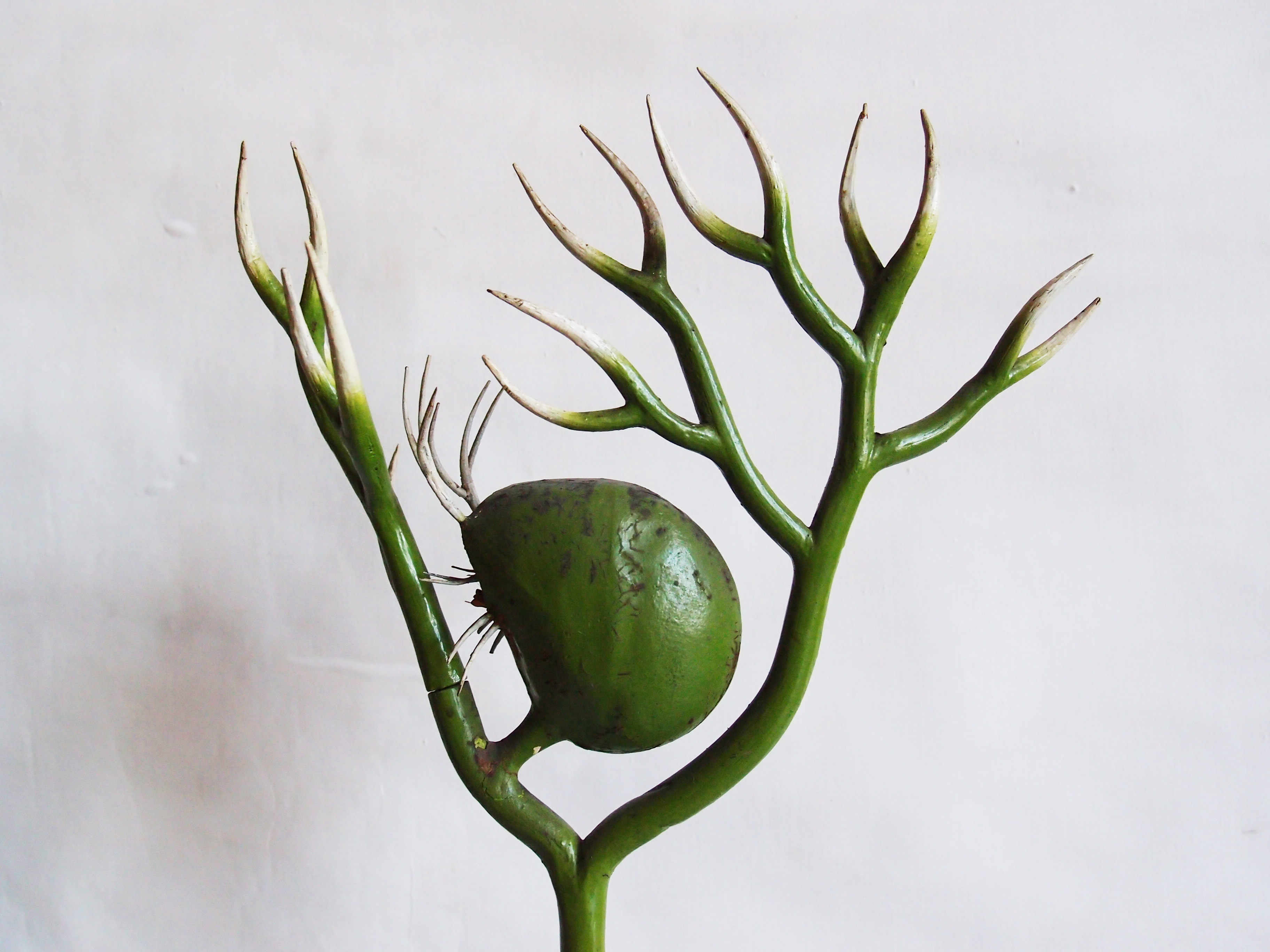
no 135 : Utricularia vulgaris.
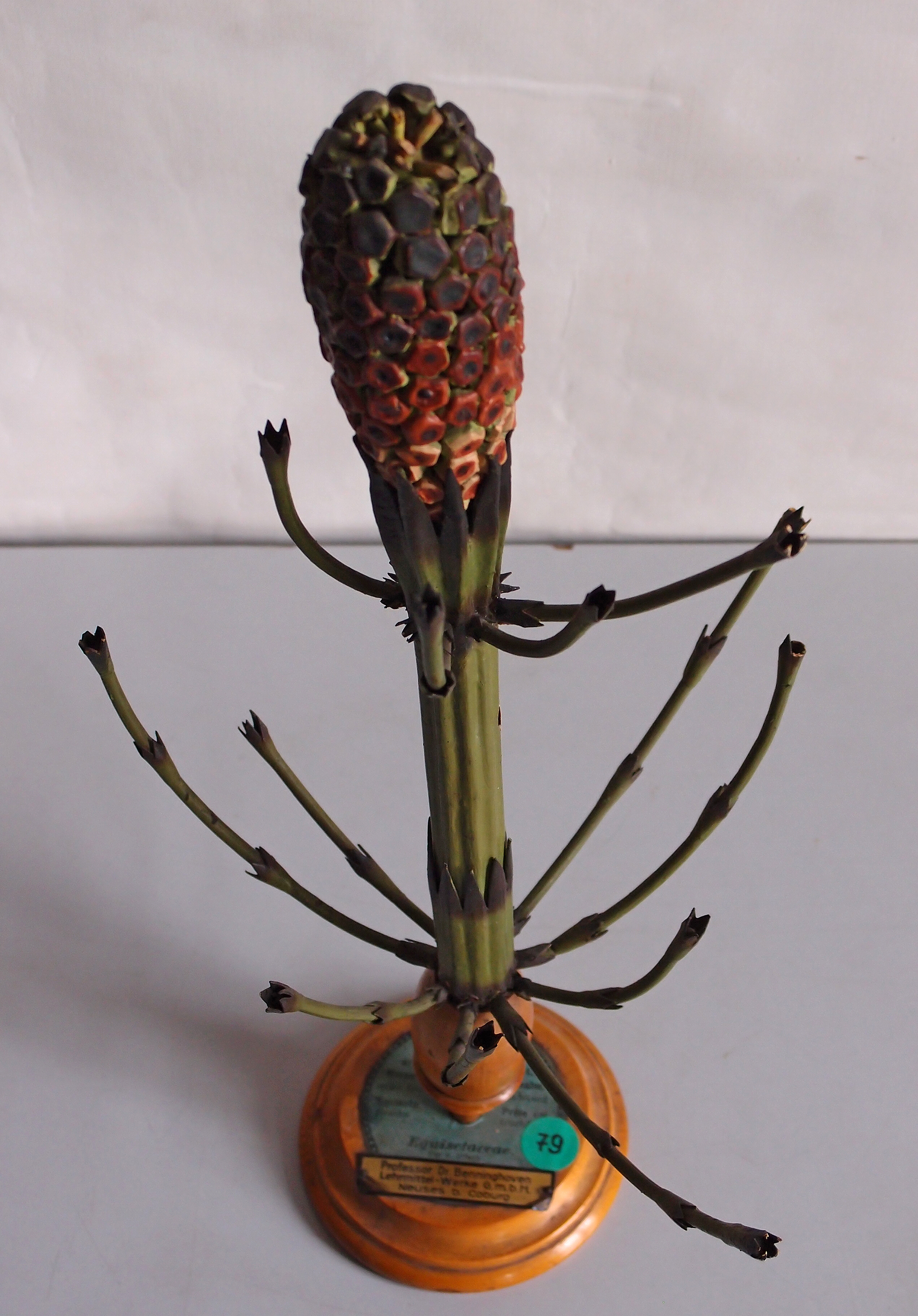
no 2 : Equisetum.
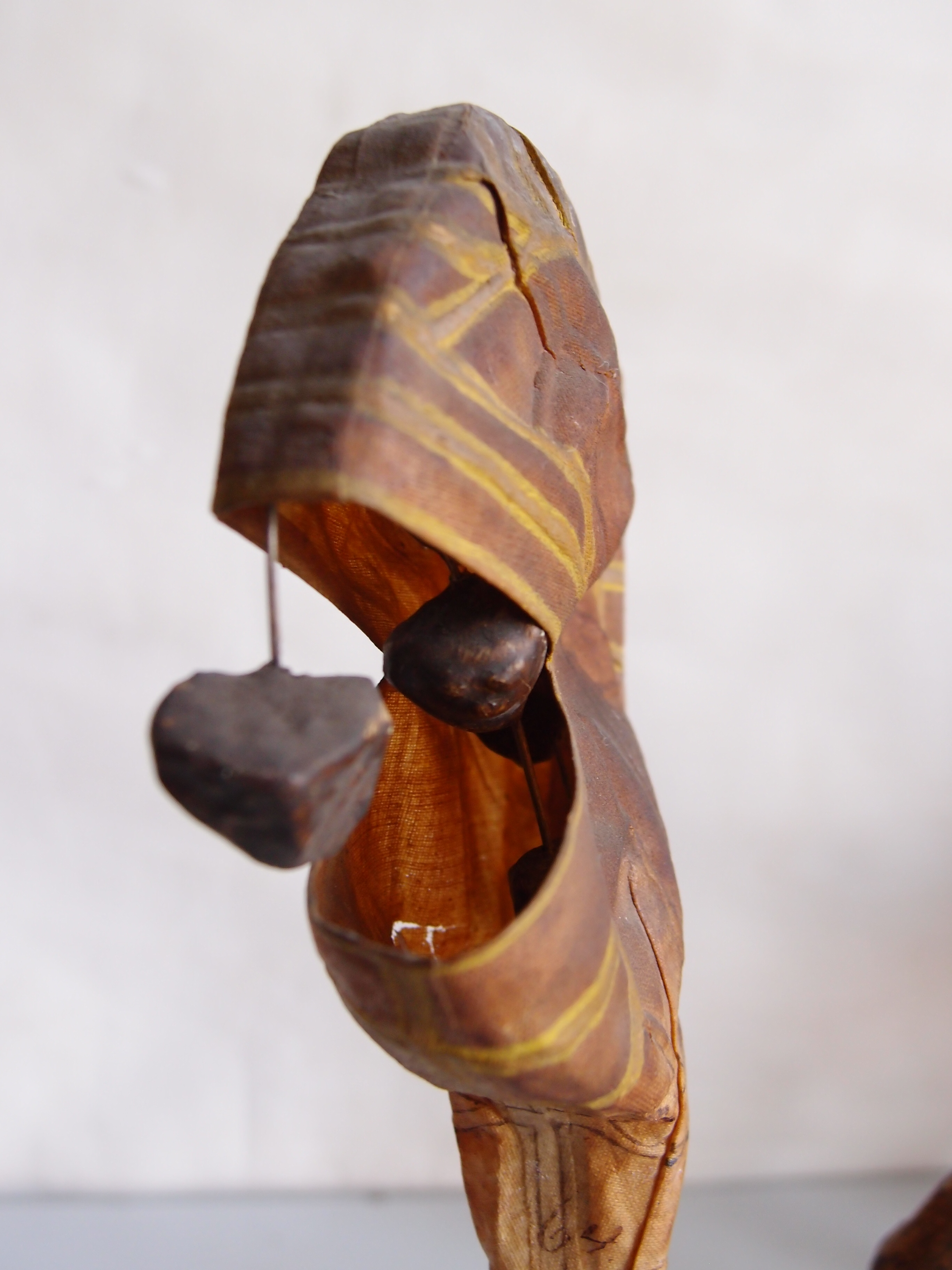
no 64 : Sporanges de Pteris serrulata.
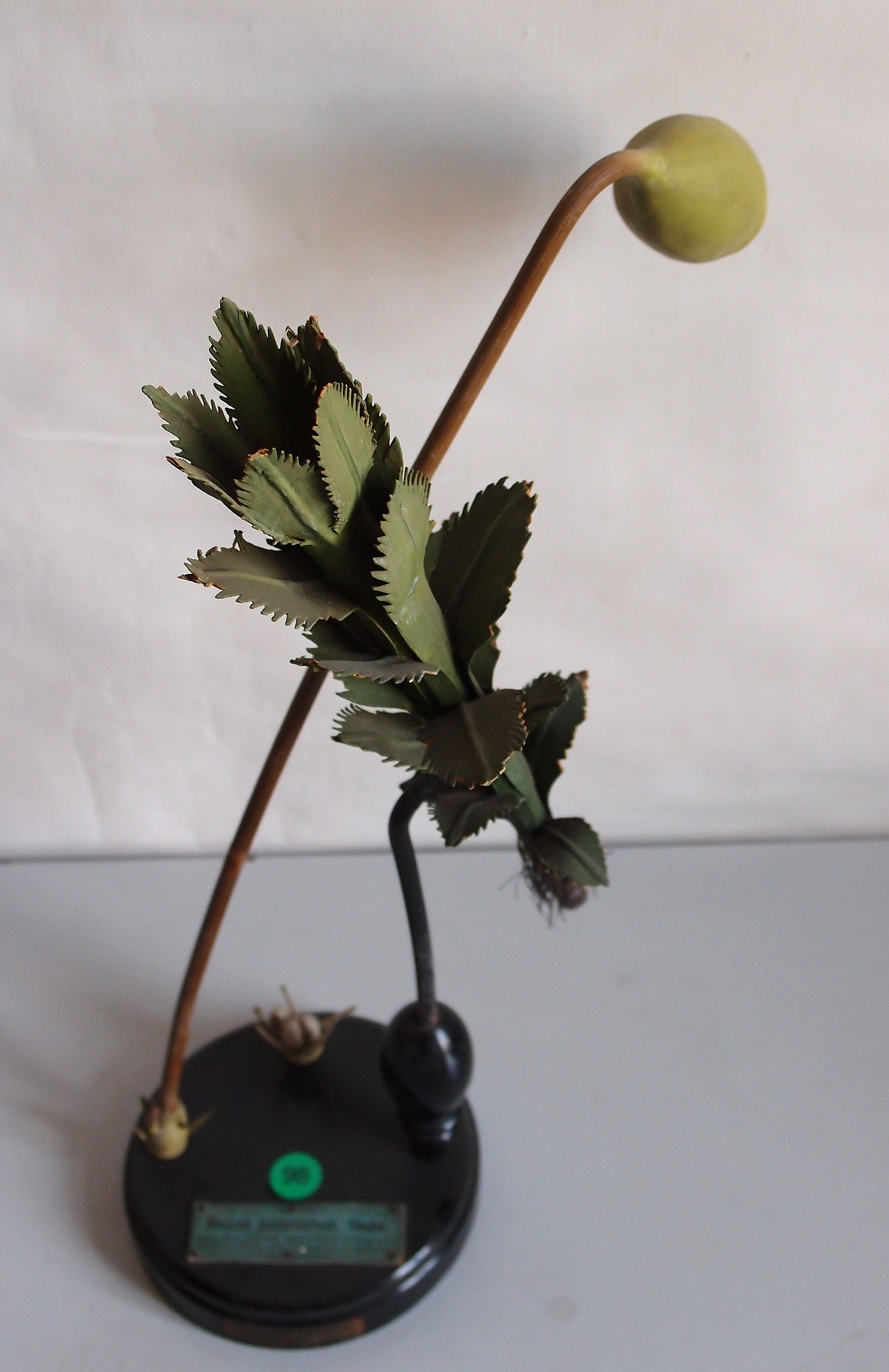
no 192 : Mnium cuspidatum (en).
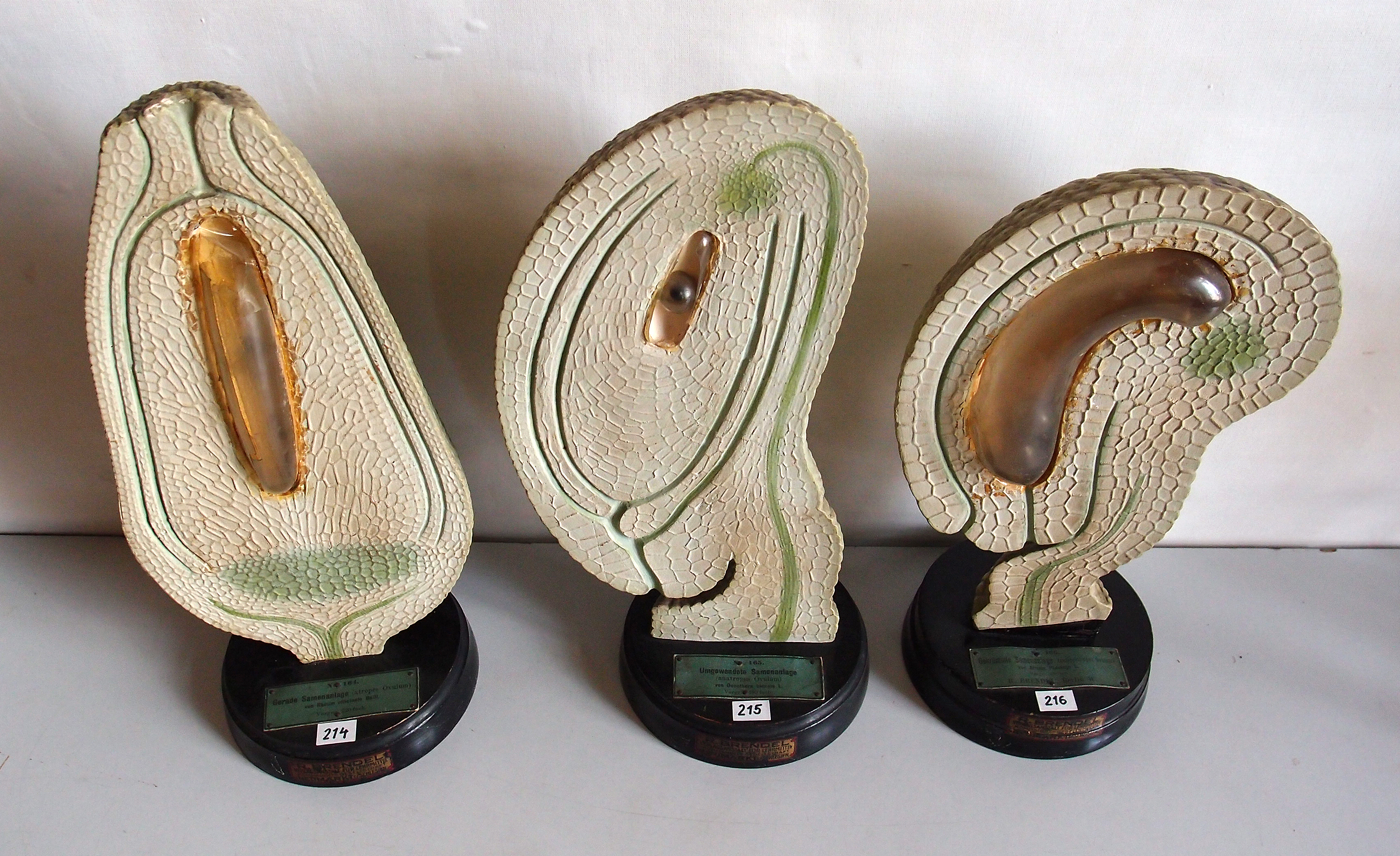
no 164-166 : Coupes présentant les formes de base d'ovules.
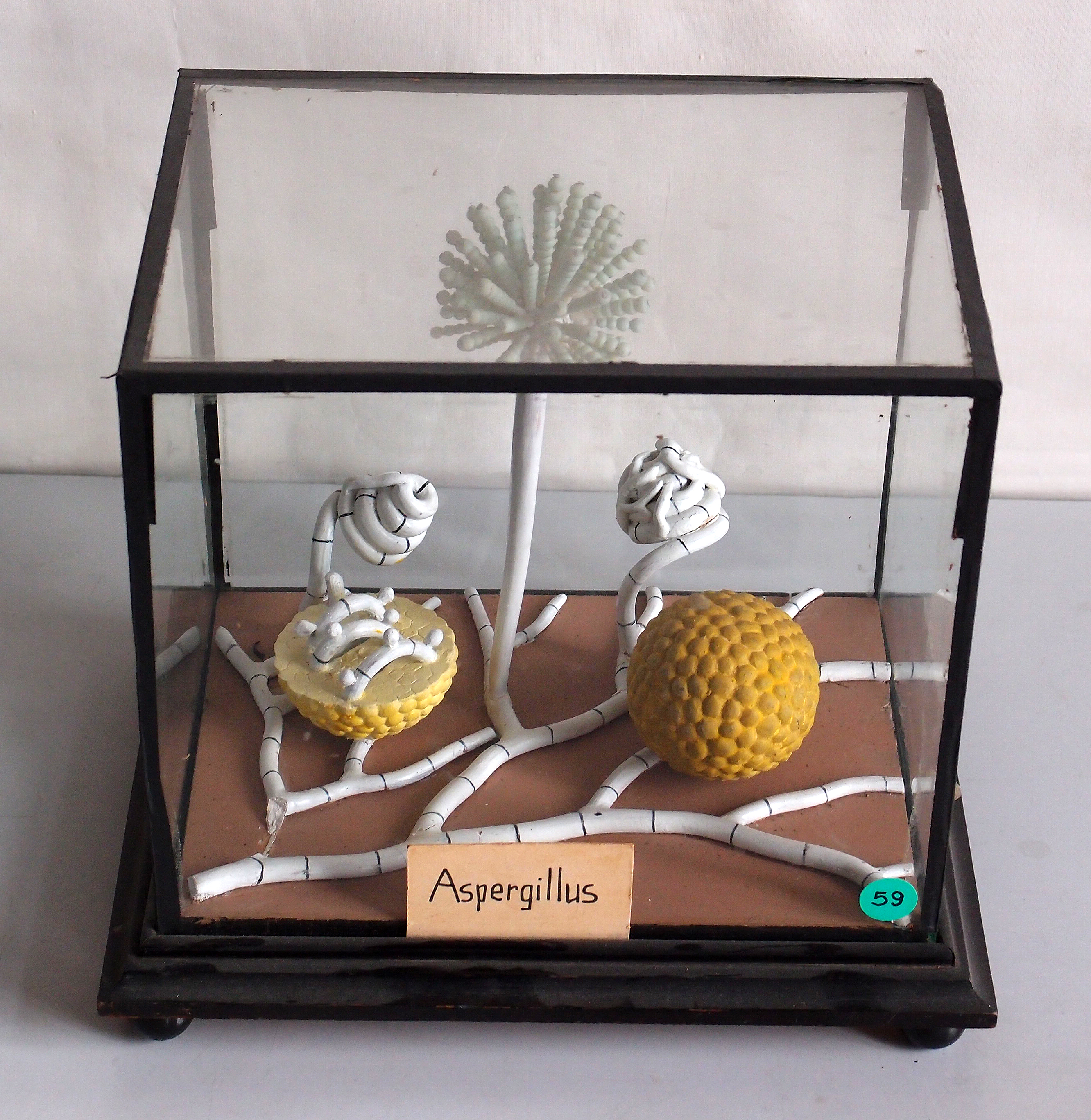
Agrandissement à partir d'une taille microscopique (Aspergillus).

### Planches de biologie florale

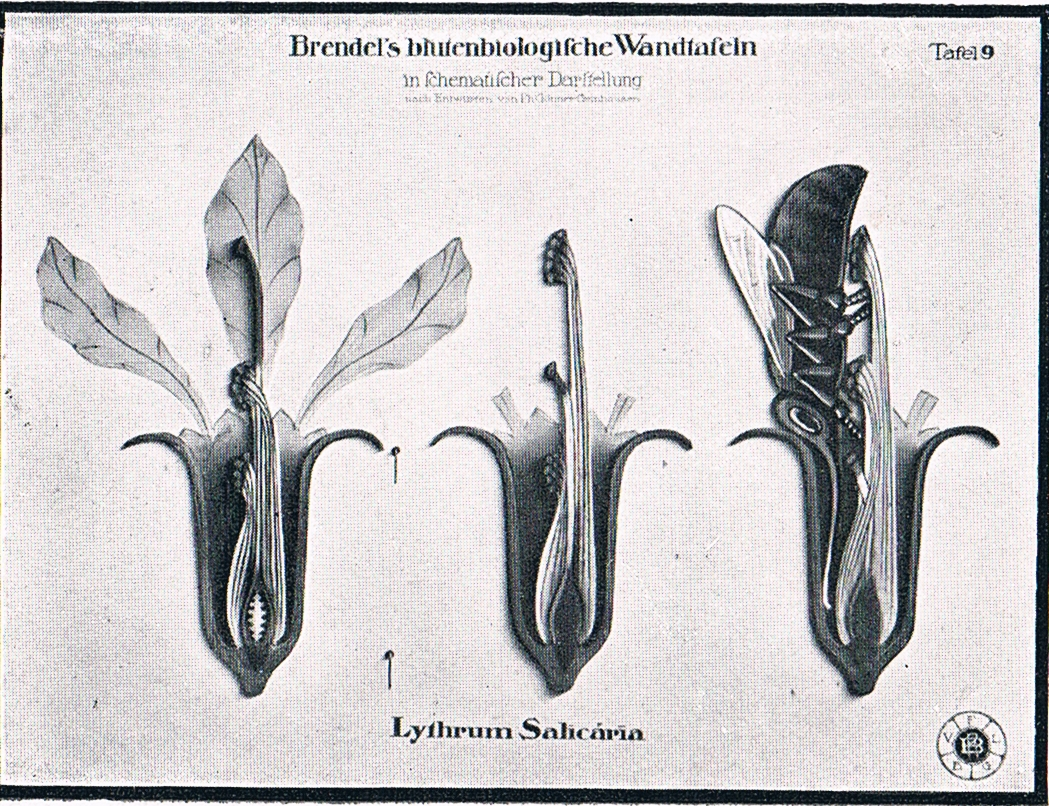
Planche didactique Brendel de biologie florale no 9 : Lythrum salicaria.

En 1915, Reinhold Brendel réalise une série de douze planches murales didactiques (50 × 65 cm) représentant les modes de  fédondation des fleurs par les insectes, d'après des dessins de Philipp Gönner,,.

### Modèles d'anatomie humaine et modèles anthropologiques
Parmi les modèles d'anatomie humaine destinés à l'enseignement de la médecine, R. Brendel a notamment produit le squelette d'une main. L'université de Coimbra possède quatre modèles de bustos raciais (littéralement « bustes raciaux »), acquis par Julio Augusto Henriques (en) et attribués à Brendel. Ces modèles anthropologiques sont des modèles de têtes humaines illustrant la classification des races en vigueur à la fin du XIXe siècle : Caucasien ou blanc européen, Zulu ou noir africain, Mongol ou jaune asiatique et Indigène ou rouge autochtone.

### Modèle de physique
Robert Brendel a aussi produit au moins un modèle de physique illustrant le mouvement orbital.

## Catalogues, notes explicatives et listes de prix
Originellement présenté comme une simple liste de modèles avec leur prix, le catalogue Brendel est plus élaboré dès 1900, avec des illustrations de modèles en noir et blanc et une couverture 
ornée d'un cartouche de sryle Art nouveau, des illustrations en couleur s'y ajoutent dans le catalogue 1913-1914.

Couvertures des catalogues et listes de prix
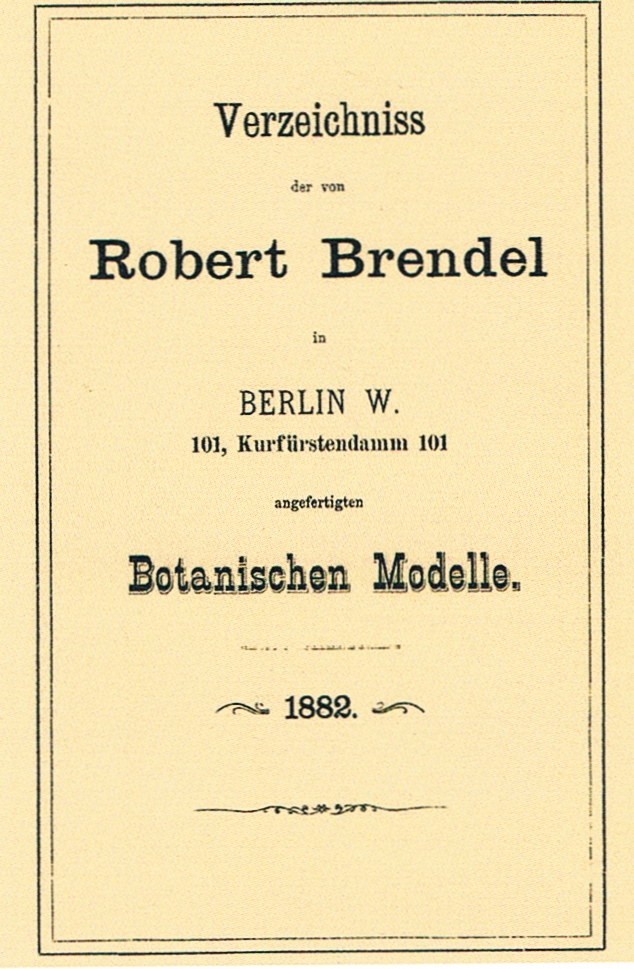
1882
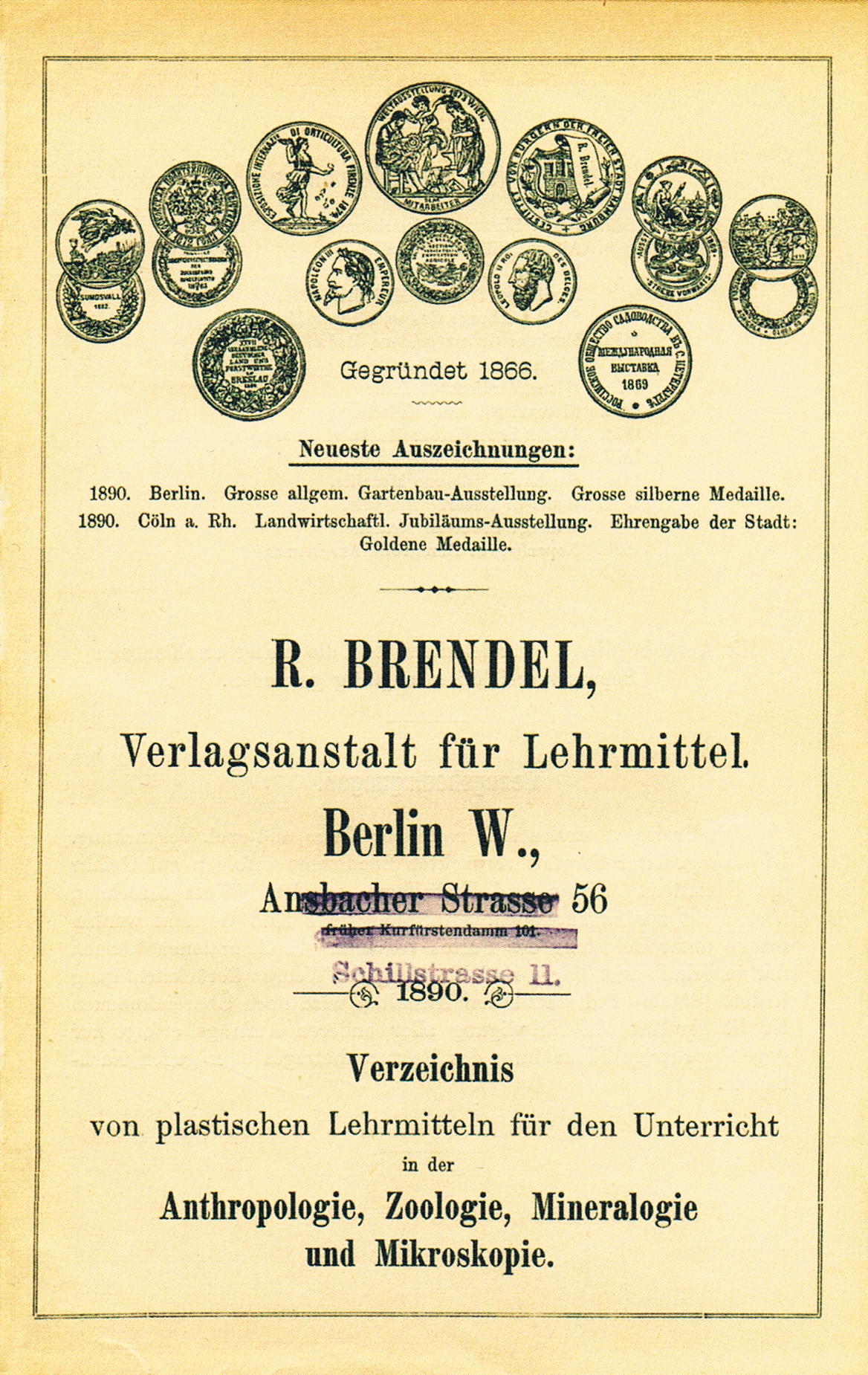
1890
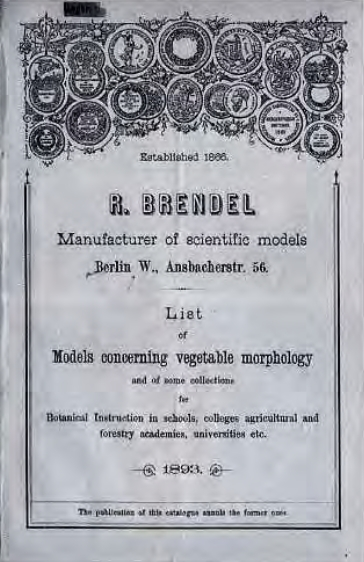
1893
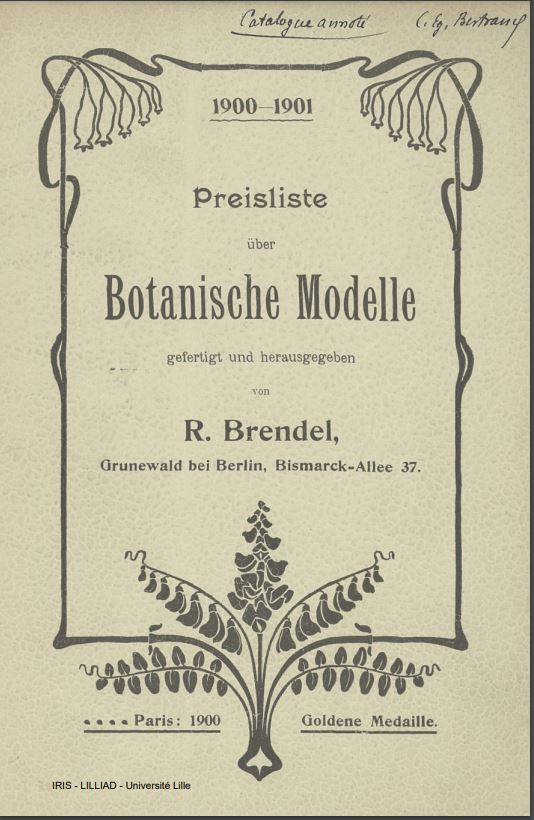
1900-1901
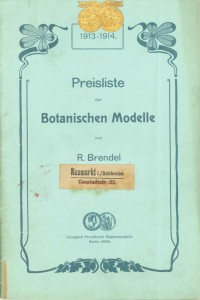
1913-1914
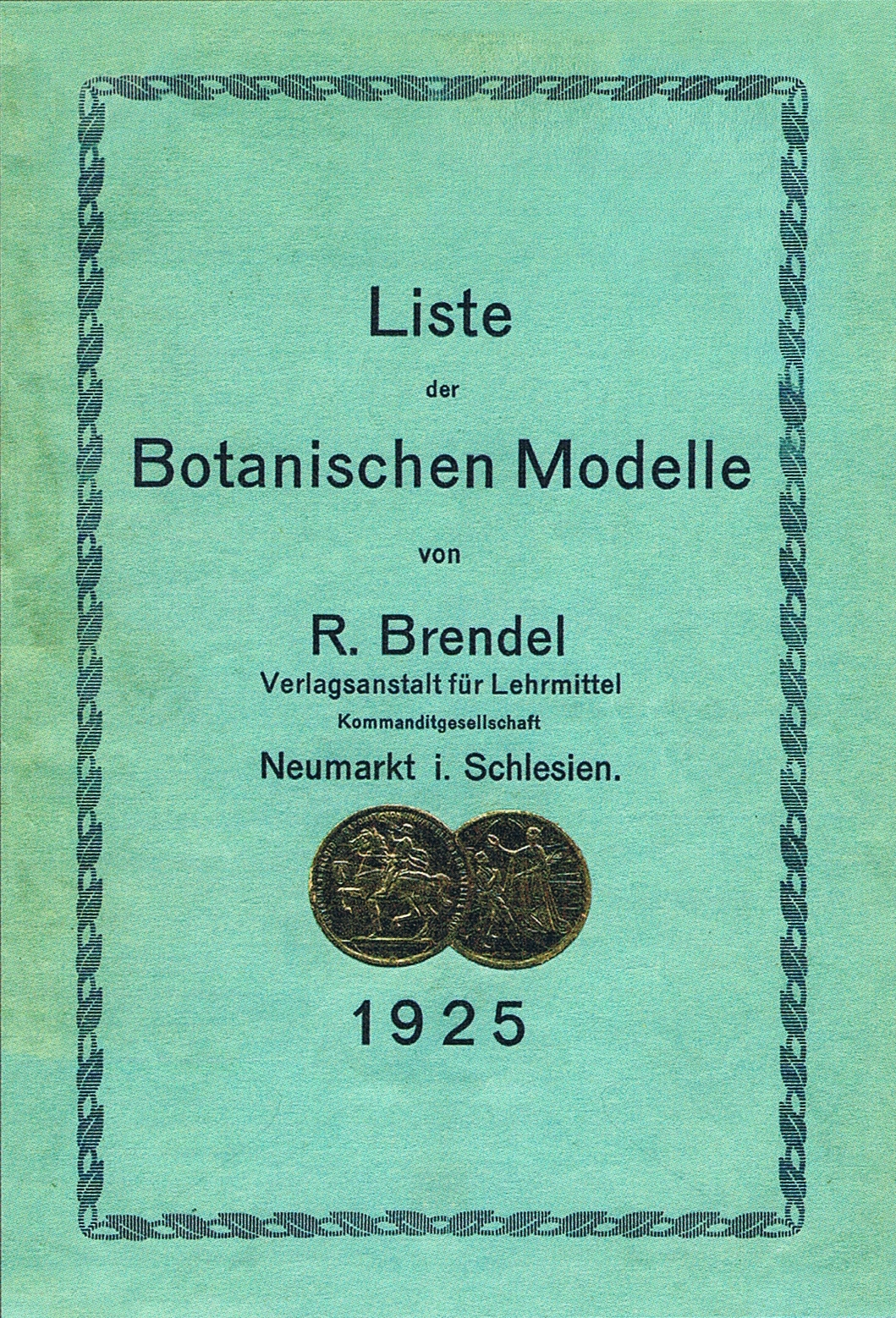
1925
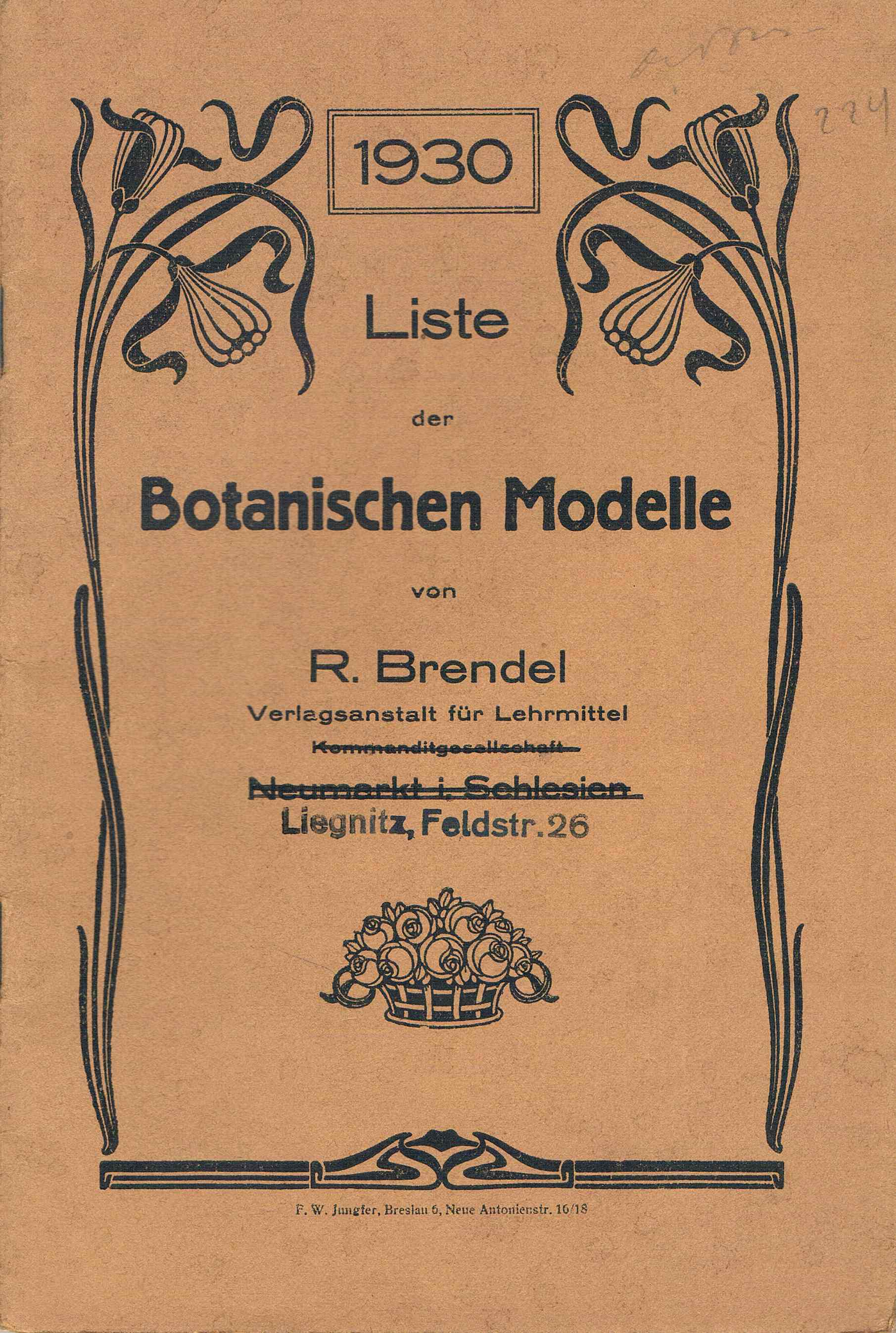
1930
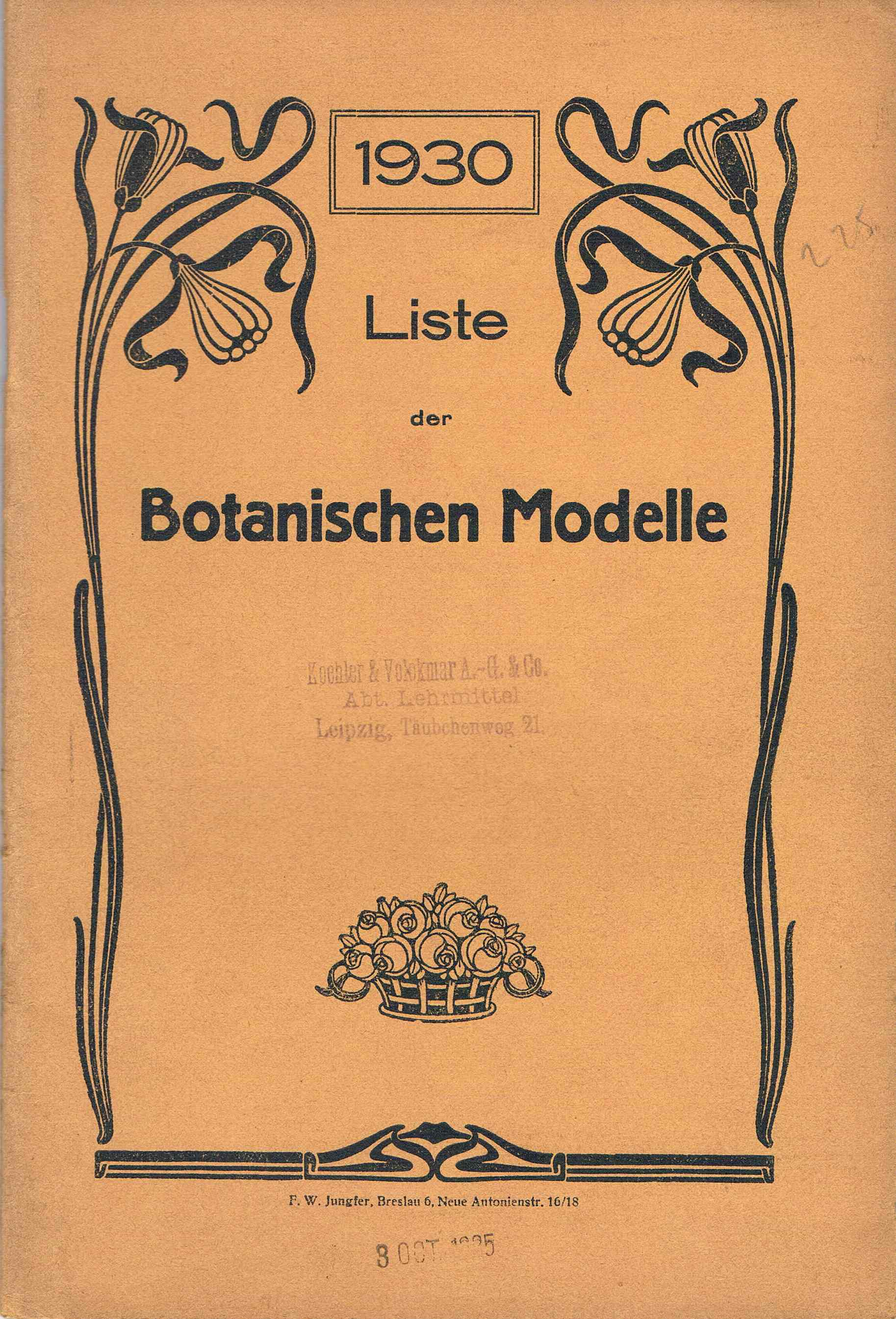
1930

- (de) Robert Brendel et Ferdinand Cohne, « Botanische Modelle », Deutsches Magazin für Garten- und Blumenkunde,‎ 1866, p. 148-151 (lire en ligne, consulté le 1er avril 2022). Présentation des modèles Brendel, avec la liste des 30 modèles de la première série.
- (de) Verzeichnis der von Robert Brendel in Berlin W. 101 Kurfürstendamm 101 angerttigten Botanischen Modelle, 1882.Vingt-trois modèles s'ajoutent à ceux présentés à Hambourg en 1869. Les modèles peuvent être achetés à la pièce ou par série : cryptogames, plantes cultivées, plantes à fruits et de jardin, arbres, plantes vénéneuses, fleurs, plantes carnivores. La collection complète (sept séries, soit 90 modèles) est vendue au prix de 1 050 mark. Une sélection de 17 modèles de fleurs et un choix de douze modèles sont spécifiquement proposés pour les écoles primaires[36].
- (de) Alexander Tschirch (de), Erläuterungen zu den botanischen Modellen von Robert Brendel, Berlin, Unger (Th. Grimm), 1885, iv, 63 (lire en ligne).
- (de) R. Brendel, Verzeichniss der botanischen Modelle, nach dem System von Eichler geordnet, Berlin W., Kurfürstendamm 101, 1885 (lire en ligne).Annonce de la création de cinq nouveaux modèles réalisés sous la supervision scientifique du Dr. E. Eidam de Breslau ; liste et prix des modèles no 1 à 119 et d'une sélection de 12 modèles de fleurs pour l'enseignement primaire.
- (de) R. Brendel, Verlaganstalt für Lehrmittel, Berlin W., Ansbacherstrasse 56, früher Kurfürstendamm 101 : Verzeichnis von plastischen Lehrmitteln für den Unterricht in der Anthropologie, Zoologie, Mineralogie und Mikroskopie, 1890.Quelque 125 pièces d'anthropologie et d'anatomie humaine – souvent en grandeur naturelle –, de zoologie – animaux tels que le zèbre ou le léopard reproduits à l'échelle 1/10, animaux préhistoriques, métamorphose de la grenouille, insectes, oiseaux –, de minéralogie et des préparations microscopiques sont proposées. La publication d'un nouveau catalogue de modèles botaniques démontables (fleurs et fruits) est annoncée.
Sur d'autres exemplaires de ce catalogue, la mention « Ansbacherstrasse 56, früher Kurfürstendamm 101 » est barrée et l'adresse « Schillstrasse 11. » est ajoutée avec un cachet[53].
- (en) R. Brendel Manufacturer of scientific models, Berlin : List of models concerning vegetable morphology and of some collections for botanical instruction in schools, colleges agricultural and forestry academies, universities, etc., Berlin, Unger Brothers, 1891, 24 p.
- (en) R. Brendel Manufacturer of scientific models, Berlin : List of models concerning vegetable morphology and of some collections for botanical instruction in schools, colleges agricultural and forestry academies, universities, etc., Berlin, Unger Brothers, 1893, 26 p.
- (de + en) R. Brendel, Neue botanische Modelle der Verlags-Anstalt für Lehrmittel, no. 8. Recently issued models for botanical instruction, no. 9, Berlin, Unger Brothers, 1894, 11 p.

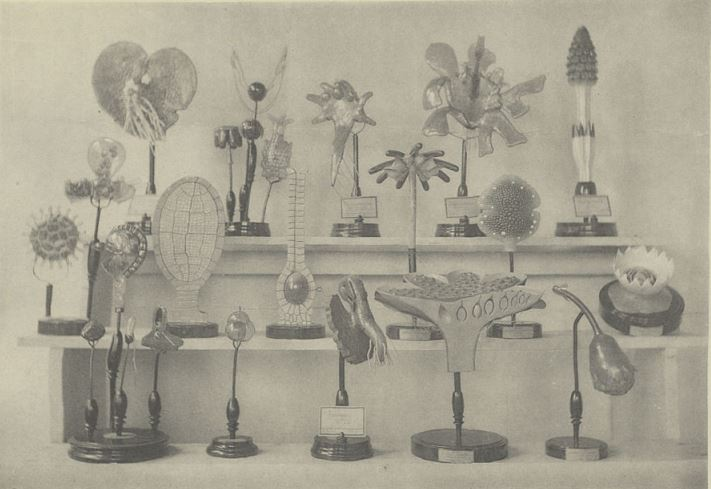
Photo de modèles Brendel dans la liste de prix 1900-1901.

- (de) Preisliste über Botanische Modelle gefertigt und herausgegeben von R. Brendel, Grunenwald bei Berlin, Bismarck-Allee 37., 1900-1901, 10 + 20, pl. photos h.t. (lire en ligne).La liste de prix 1900-1901 compte 194 numéros. En tête du fascicule sont insérées deux listes, non datées, de nouveaux modèles : Neue botanische Modelle der Verlaganstalt für Lehrmittel von R. Brendel no  196 à 203, Neue botanische Modelle gefertigt und herhausgegeben von R. Brendel no  204 à 214.
Mention « Paris : 1900 Goldene Medaille » sur la couverture.
- (de) Preisliste der Botanischen Modelle von R. Brendel, Neumarkt i. Schlesien, Berlin, Hermann Klokow, 1913-1914.
- (de) Reinhold Brendel et Philipp Gönner (Geleitwort), Ein neues Lehrmittel, Berlin-Grunewald, 1915, 12 p.Avec photos noir et blanc des 12 planches pédagogiques (Brendel's blütenbiologische Wandtafeln).
Sur d'autres exemplaires, l'adresse « Berlin-Grunewald » est barrée et remplacée par un cachet avec la mention « Neumarkt I/Schlesien. »

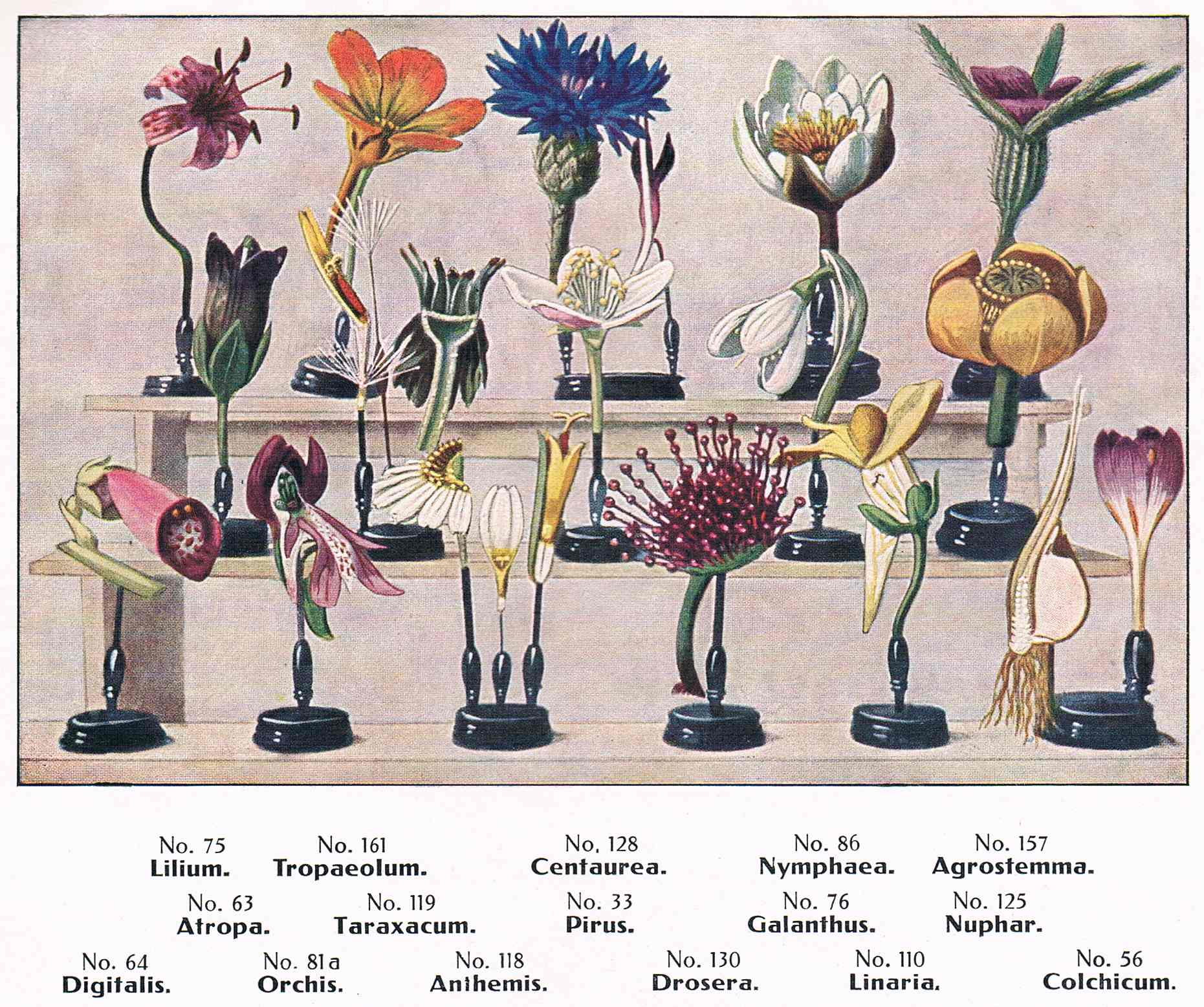
Illustration de modèles de fleurs Brendel dans la liste de 1930.

- (de) Liste der Botanischen Modelle von R. Brendel Verlaganstalt für Lehrmittel, Kommanditgeselschaft, Neumarkt i. Schlesien : Preisschlüssel für die Botanischen Modelle der Liste des Jahrgangs 1925, Breslau, 1925, 47 p., 1 pl. coul. h.t.La liste compte 225 numéros répartis en 14 séries.
Ce catalogue est le dernier publié par Reinhold Brendel. Un chapitre intitulé « Objectifs et propriétés des modèles botaniques » rappelle les objectifs poursuivis par les Brendel[53].

- (de) Liste der Botanischen Modelle der R. Brendel Verlaganstalt für Lehrmittel Kommanditgeselschaft Neumarkt i. Schlesien, Breslau, F.W. Jungler, 1930, 46 p., 1 pl. coul. h.t.La liste compte 227 numéros répartis en 14 séries.
Sur d'autres exemplaires de ce catalogue, la mention « Kommanditgeselschaft, Neumarkt i. Schlesien » est barrée et l'adresse « Liegnitz, Felds. 26 » est ajoutée avec un cachet.
- (de) Liste der Botanischen Modelle, Breslau, F.W. Jungler, 1930, 46 p., 1 pl. coul. h.t.Inclut Preisschlüssel für die botanischen Modelle (Ausgegeben am 1. Mai 1929), [3 p.]
Cette édition ne diffère de la précédente que par la suppression du nom de Brendel sur la couverture, l'ajout d'un cachet avec la mention « Koehler & Volckmar A.-G. & Co., Abt. Lehrmittel, Leipzig, Täubchenweg 21 » et par le remplacement de la préface, en page 1, par la liste des nouveaux modèles portant les numéros 221 à 227.
- (de) Philipp Gönner (nach den Entwürfen von), Blütenbiologische Wandtafeln, s.d. [avant 1936], 12 p.Avec photos noir et blanc des 12 planches pédagogiques. Le nom de Brendel a disparu de la couverture et de l'introduction, mais il apparaît toujours sur les planches : Brendel's blütenbiologische Wandtafeln.
- (de) Brendels Botanische Modelle, Göttingen, PHYWE, 1950.
- (de) Brendels Botanische Modelle, Göttingen, PHYWE, 1953.Présentation de 300 modèles parmi lesquels près de 160 portent l'ancienne référence des catalogues Brendel[52].
- (de) Preisblatt zum Prospekt „Brendels Botanische Modelle“  B 17 d/53, Göttingen, PHYWE, 1950.
- (de) Brendels Botanische Modelle, Göttingen, PHYWE, 1955.

## Collections contemporaines de modèles botaniques Brendel
Si un nombre non négligeable de modèles inutilisés ou inutilisables ont été jetés ou perdus, comme en témoigne par exemple la comparaison des inventaires actuels et des archives des universités de Bourgogne et de Bologne ou du collège national de Buenos Aires, de nombreuses institutions européennes principalement, mais aussi d'Amérique  du Nord et du Sud et d'Australie, conservent encore d'importantes collections de modèles botaniques Brendel.

### En Europe

#### Allemagne
- Le Musée botanique de l'Université de Greifswald (de) conserve 21 modèles portant une étiquette Brendel, Robert; Berlin, Kurfürstendamm et six modèles étiquetés Brendel; Verlagsanstalt für Lehrmittel, Neumarkt/ Schlesien[55].
- L'Université technique de Dresde possède une petite collection de modèles[56],[57].

#### Autriche
- Université de Vienne[58],[59],[60].

#### Belgique
En Belgique, la plus importante collection est celle de l'Université de Namur qui compte quelque 180 modèles,. Entièrement restaurée, elle a fait l'objet d'une exposition, avec un catalogue richement illustré, en 2007. En 2023 est publié un inventaire exhaustif de cette collection, avec des photos de tous les modèles en regard des plantes, mycètes et bactéries qu'ils représentent.
Le jardin botanique de Meise héberge une série de quelque 150 modèles.
La collection de quelque 100 modèles de l'Université de Liège, restaurée en 2012, est présentée dans la Galerie de la botanique à l'institut de zoologie,,.
L'université libre de Bruxelles possède une cinquantaine de modèles qui appartiennent à la seconde série, produite par Reinhold Brendel, entre 1898 et 1927, cinq d'entre eux ont été restaurés en 2015-2016.
La Haute École de Gand possède 24 modèles originaux de Brendel, avec quelques pièces détachées, ainsi que des modèles botaniques PHYWE portant la mention « "Original Brendel Modell ».

#### Espagne
- Université complutense de Madrid : 180 modèles[71],[72].

#### Estonie
Des modèles Brendel sont conservés au musée d'histoire naturelle de l'université de Tartu.

#### France
- L'université de Lille 1 possède deux collections, totalisant 167 modèles[6],[74].
- Université de Bourgogne, Dijon : quelque 150 modèles[75].
- L'Herbier de l'université Claude-Bernard Lyon 1 (Herbier LY) héberge plus de 150 modèles pédagogiques[76], dont de 130 Brendel, qui seraient un don de l'Allemagne, sorte de dette de guerre[31].
- « Parmi les collections botaniques de l'Université de Rennes 1 figurent "des modèles de plantes en bois démontables provenant du Museum de Berlin (en compensation des dommages de la seconde guerre mondiale)... (site web visité le 25.07.2001, aujourd'hui disparu) »[31].
- À Strasbourg[77].
- À Paris, le musée de la Chasse et de la Nature présente quelques modèles Brendel dans son « cabinet de Darwin »[78].

#### Italie
- Université de Florence[43].
- Jardin botanique de Naples[79].
- Musée botanique de l'université de Bologne : 95 modèles de fleurs achetés en 1880[54].
- Bergame[80]

#### Royaume-Uni
- World Museum à Liverpool : collection de quelque 200 modèles achetés principalement entre 1905 et 1913[81]
- Gallery Oldham à Oldham[82]

#### Suisse
- Musée botanique de l'université de Zürich[39]

### En Amérique

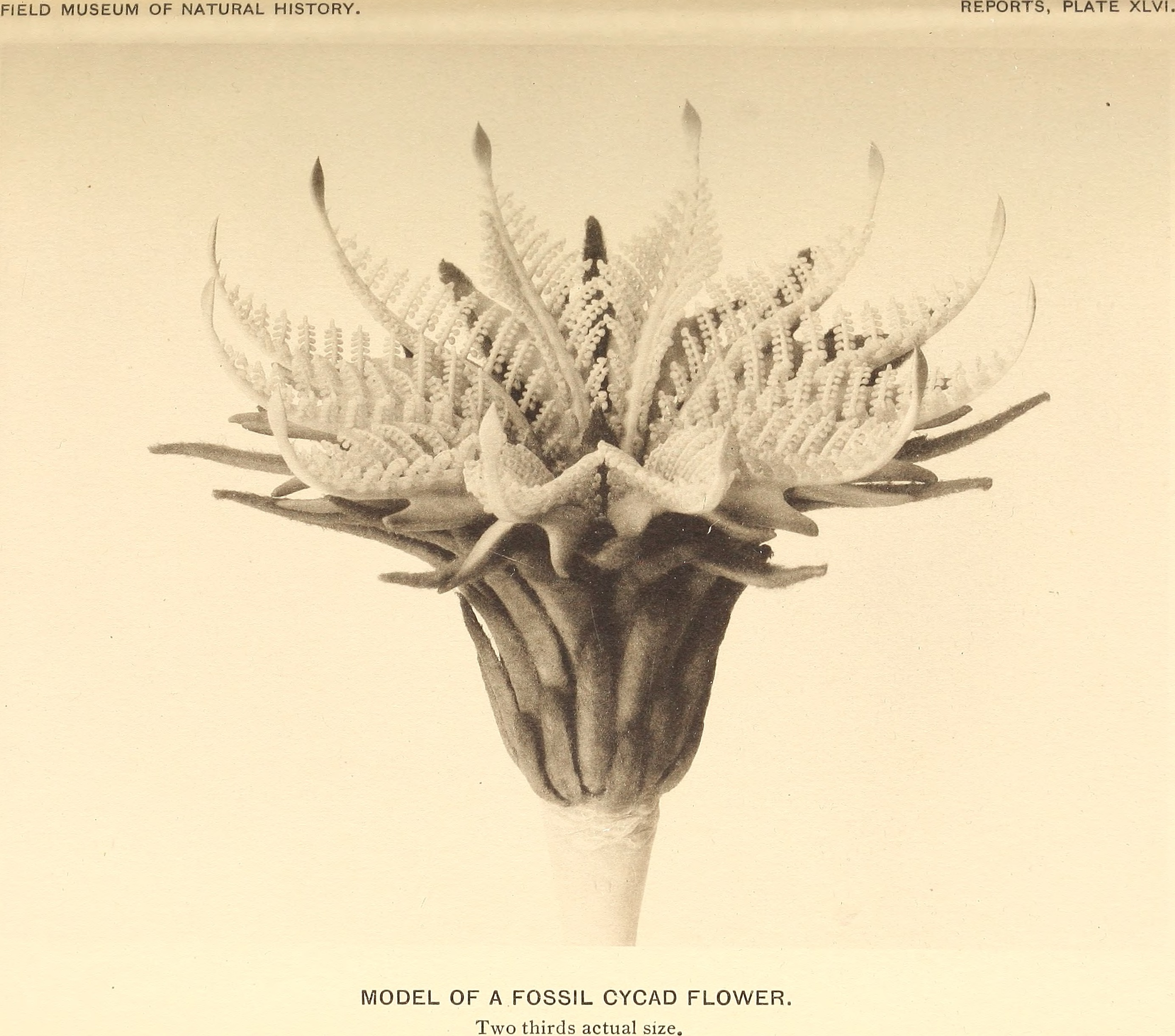
Photo d'un modèle Brendel illustrant un taxon fossile du genre Cycas, publiée dans le Rapport annuel du Field Museum of Natural History de Chicago en 1906.

#### Argentine
- Colegio Nacional de Buenos Aires[45][83].
- Museo de Farmacobotánica "Juan A. Domínguez", Universidad de Buenos Aires[84],[85]

#### Brésil
- Musée d'Histoire naturelle Louis Jacques Brunet (pt)[86]

#### États-Unis
- Smithsonian Institute[87]
- Yale Center for British Art, New Haven, Connecticut[88]

### En Australie
- Université de Melbourne[89].

## De l'enseignement à la muséalisation
Créés dans un but didactique, les modèles Brendel rencontrent rapidement un vif succès dans l'enseignement, en Europe comme aux États-Unis. Plus fragiles que les modèles d'Auzoux, les pièces florales étant parfois très fines, manipulés par des générations d'étudiants ils ont subi diverses dégradations : cassures, éclats dans la peinture, pertes de pièces….
Outils pédagogiques innovants, puis oubliés, redécouverts et devenus pièces de musées,, les modèles Brendel sont parfois présentés lors d'expositions temporaires :
- 2007 : « Voyage au cœur des fleurs : Modèles botaniques et flores d'Europe au XIXe siècle », Bibliothèque universitaire Moretus Plantin à Namur[63] ;
- 2014 : « Botanique : entre art et science » au Musée Buffon, à Montbard[91] ;
- 2019 : « Anatomies Papiers mâchés / Pièces détachées », au Centre culturel de l'université de Bourgogne à Dijon[29] ;
- 2020 : « Le botaniste et ses modèles », Espace Culture Université de Lille - sciences et technologies, Villeneuve-d'Ascq[92] ;
- 2020 : « Herbarios Imaginados. Entre el Arte y la Ciencia », Centre d'art complutense, Université complutense de Madrid[93] ;
- 2021-2022 : « La nature pour modèle », Écomusée de la Bintinais à Rennes[94].

Contemporains de la naissance de l'Art Nouveau fortement inspiré par le monde végétal, les modèles Brendel peuvent être comparés à certains verres imitant des fleurs et témoignent d'une grande valeur esthétique.

Verres Art Nouveau
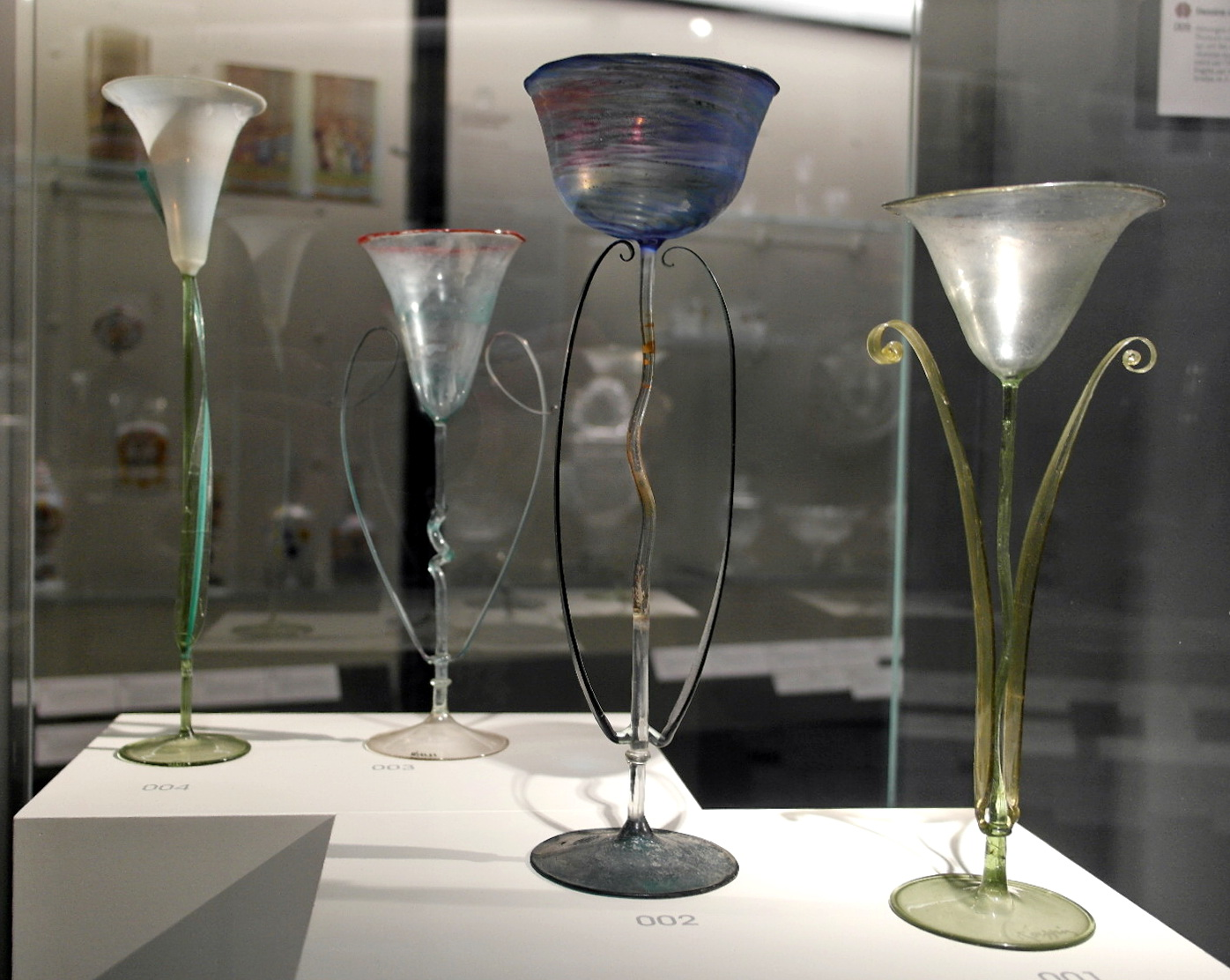
Verres Art nouveau.
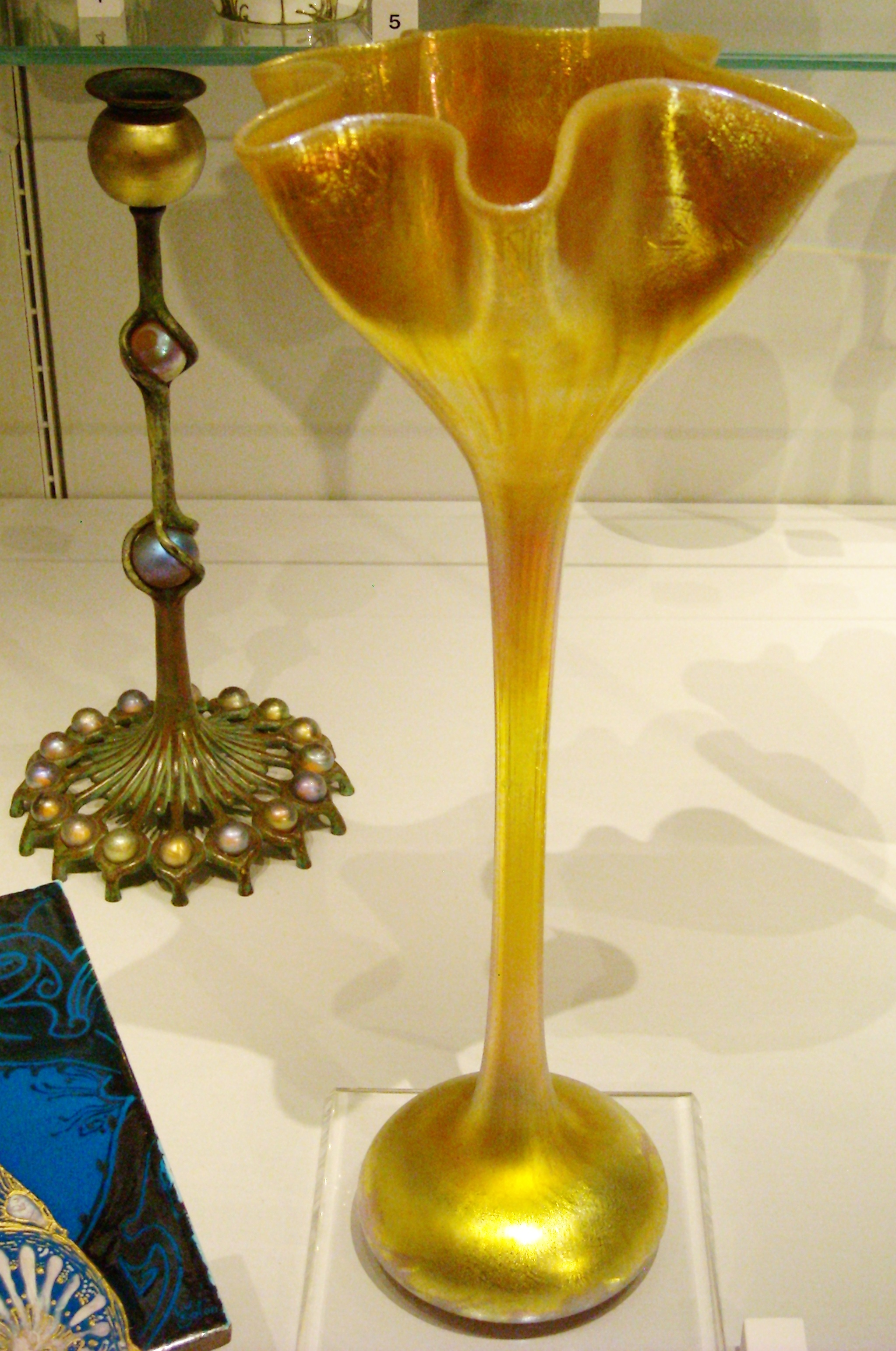
Vase Tiffany.
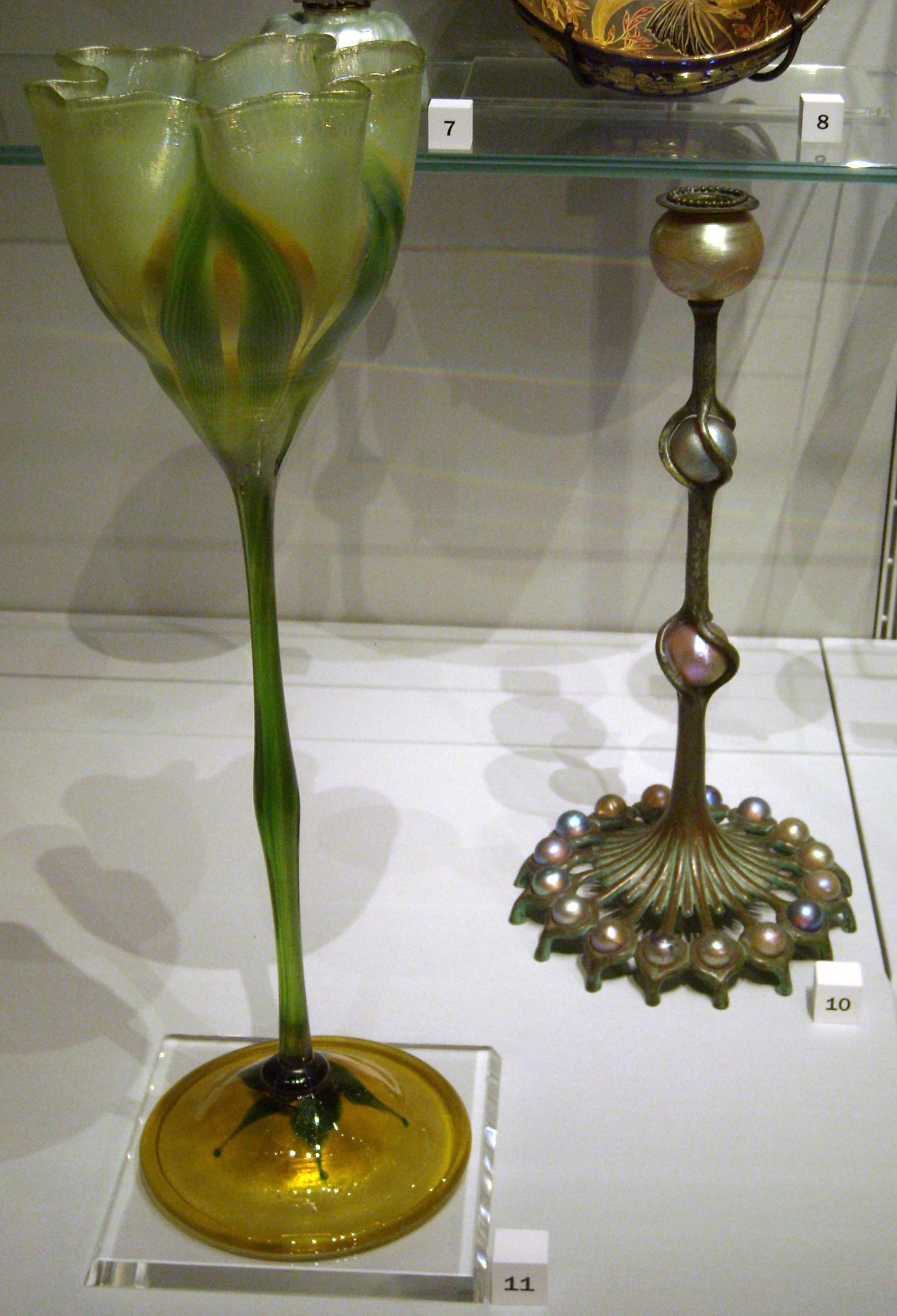
Vase Tiffany.
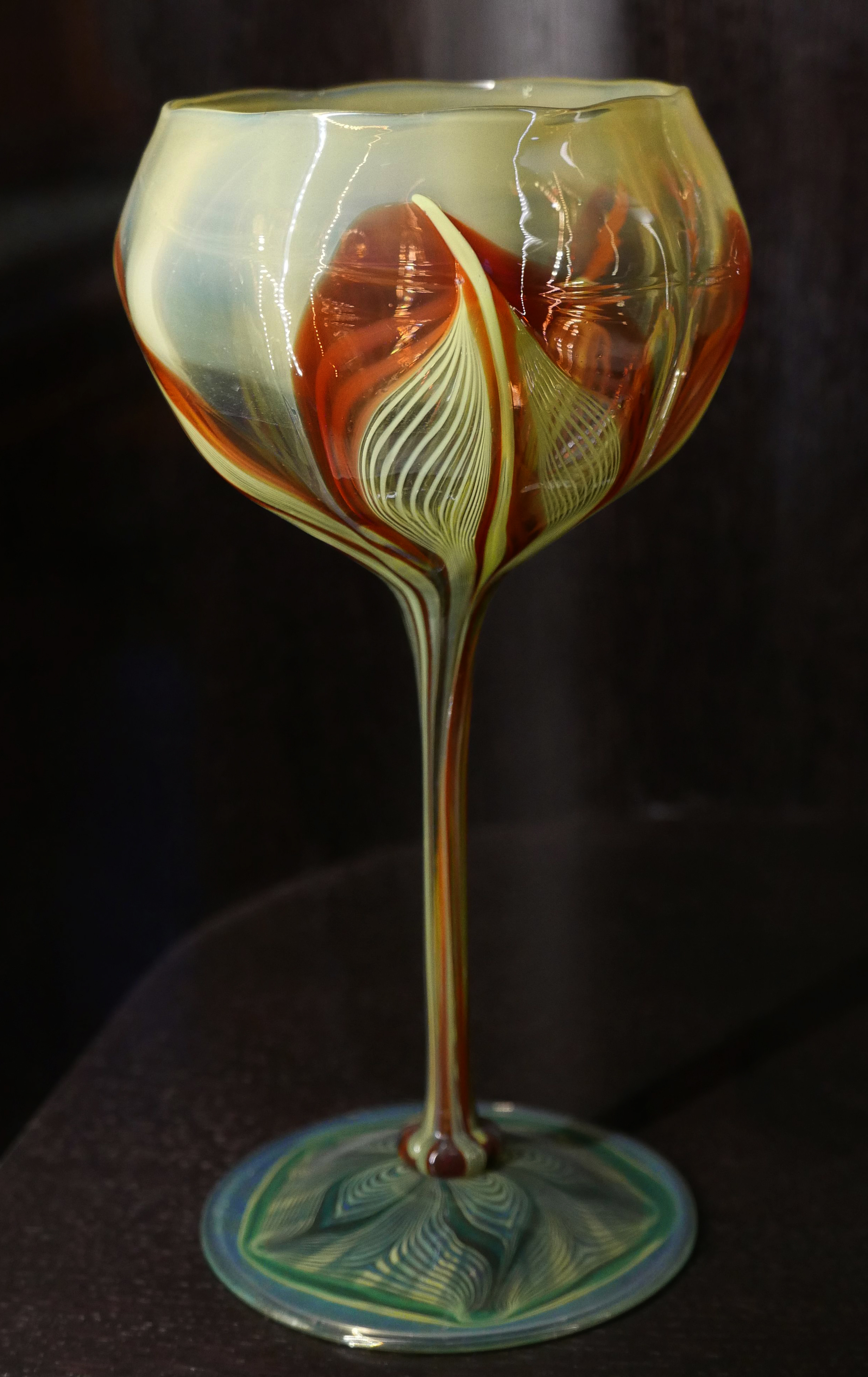
Verre Louis Comfort Tiffany.